# ホンダ・ステップワゴン

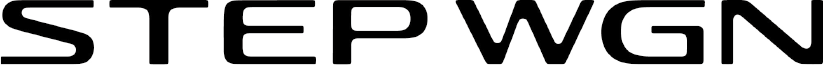
現行「6代目」ステップワゴンのロゴ。またSPADA・「PREMIUM LINE・PREMIUM LINE BLACK EDITION」・E:HEVの専用ロゴも存在する。

ステップワゴン（STEP WGN）は、本田技研工業が生産・販売するミニバン型の乗用車である。

## 概要
日本のミニバンの多くがキャブオーバータイプのFRレイアウトを用いていた1990年代当時、まだ珍しかったFFレイアウトのボンネットタイプのミニバンとして登場した。パッケージングの良さと、価格帯の広さから販売面で成功を収め、他社からも対抗車種の展開がはかられた。
初代はファミリー向けのコンセプトで月間販売台数1万台以上の大ヒットを記録。実用志向の箱型デザインが、新鮮でスタイリッシュに映ったことも人気の理由だった。2代目も初代に続き好調なセールスを記録したが、続く3代目では低い全高が不評を買い、従来ほどのヒットとはならなかった。その後、4代目では2010年に年間販売台数でトップに返り咲いた。

## 初代 RF1 / 2型（1996年 - 2001年）

### 年表
- 1995年（平成7年）10月 - 第31回東京モーターショーに「F-MX」として参考出品[4]。
- 1996年（平成8年）5月8日 - クリエイティブ・ムーバーの第3弾として発表[5]（5月10日発売）。
  - 当時、日本のワンボックス型乗用車は車体や駆動系が商用車と共通で、運転席下にエンジンがあるキャブオーバーレイアウトが多かった。一方、FF乗用車ベースのミニバンには収容力に欠ける全高の低いモデルしかなく、ステップワゴンは、箱としての大きさ、床の低さ、四角いシンプルなスタイル、戦略的な低価格などにより、一気に人気モデルとなった。車名は同社のライフステップバンに由来し、英語表記は「STEP WGN」で、タイプ名を「W」「G」「N」とする「お遊び」もあった。
  - 収益率向上のためにコスト低減に関する施策は徹底され、運輸省（現・国土交通省）の型式認定を受ける際の費用を抑える目的で、エンジンをB20B型のみ、トランスミッションをコラム式4速ATのみとそれぞれ一種類ずつに絞り、有限要素法解析（FEM）による使用鋼材の削減、パネル分割の工夫による部品点数とプレス型の削減を従来以上に推し進めた。その他、車体剛性確保のため右側スライドドアを設けず、フロントドア以外の窓ガラスの開閉方法をフリップアウト式にすること、溶接痕の目隠しとリアコーナー部のシーラント塗布作業を省略するため、無塗装の太い樹脂モールと大型リアコンビランプで車体の角を覆うことなど多岐に及んだ。その副産物として車重も1,410 - 1,530 kgと軽量に仕上げられた。エンジンは前述のとおりB20B型エンジンのみで、トルク特性はステップワゴン用に低速寄りにチューンされ、出力は125 PSに抑えられていた。サスペンションは前輪がストラット式で、後輪のダブルウィッシュボーン式サスペンションはオデッセイと同様、アッパーアーム/ロアデュアルアーム＋トレーリングアームで構成し、ダンパーとスプリングを別体配置している。4WD機構はスタンバイ式を採用し、駆動力の伝達には「デュアルポンプ」が使われている。
  - 全タイプにFFと4WDの設定があり、シート配置と駆動方式の組み合わせで、「W」と「G」は4車種、「N」は2車種と、非常にシンプルなグレード展開となっていた。シート配置は荷室重視の「N」以外は3列シートが基本で、2列目は1：2分割の回転対座シートと、3席一体で折りたたみ荷室を拡大できる「ポップアップシート」の2種類が選択可能であった。「N」は2列シートで、「ポップアップシート」のみとなっている。
  - オデッセイに続いて、当時存在したホンダの3つの販売チャネル（クリオ店・ベルノ店・プリモ店）全てで発売当初から取り扱われていた。
- 1997年（平成9年）8月25日 - 一部改良[6]。
  - 運転席・助手席SRSエアバッグシステムやABSを全車標準装備し、安全性能を向上。また、内装では1・2列目シートはフルフラットに対応したほか、「G」では運転席アームレストが追加され、「W」ではシート表皮をダブルラッセル生地にするなど、装備が充実された。ボディカラーは新色3色を含む4色が追加された。同時に、油圧リフター式のシート昇降装置を装備した介護車「アルマス」が発売された。
- 1997年（平成9年）12月15日 - 「G」をベースにした特別仕様車「ホワイティ」を設定[7]（1998年1月4日発売）。ボディカラーは名称の通り「タフタホワイト」のみであった。
- 1998年（平成10年）1月22日 - ダブルサンルーフ仕様車をベースにFRP製のポップアップルーフを装備した「フィールドデッキ」を発売[8]。ラインアップは「G」と「W」の2タイプに加え、期間限定で特別仕様車「ホワイティ」にも設定可能であった。
- 1998年（平成10年）8月27日 - 「G」をベースとした特別仕様車「デラクシー」を発売[9]。ボディカラーは4色を設定。「フィールドデッキ」仕様も同時発売された。
- 1999年（平成11年）5月20日 - マイナーチェンジ[10]。
  - フロントマスクはヘッドランプが縦型4灯マルチリフレクタータイプになり、バンパーのデザイン等が変更。リアはフラッシュフォルムテールゲートを採用し、ナンバープレートの装着位置をテールゲート中央から下部ガーニッシュ内へ変更された（同時にナンバー灯が2個から1個に変更）。アンテナをプリントタイプに、ホイールキャップやアルミホイールのデザインが変更された。内装では「N」を除く全車でフロントドアライニングを布張りに変更。エンジンは最高出力を135 PSに向上。ボディも独自のGコントロール技術を活用し、前面オフセット衝突や前面フルラップ衝突に対応した衝突安全設計ボディとなり、全車にEBD付ABSが標準装備された。また、操作時のフリクションが大きく、剛性感と節度感に欠けるシフトレバーが改良され、オーバードライブスイッチを追加し、3速・4速切り替え時の操作性が向上した。
  - グレード体系では、従来特別仕様車として設定されていた「デラクシー」がカタロググレードに昇格、併せてエアロ仕様のエクステリアやスポーティーなインテリアを採用した「スピーディー」を新設し、5タイプとなった。また、「フィールドデッキ」は「N」を除く4グレードに拡大し、4WD車も設定された。福祉車「アルマス」は、省スペース設計の車いす縦置き収納スペースを備えた7人乗り仕様を新設した。
- 2000年（平成12年）3月23日 - 「デラクシー」をベースとした特別仕様車「ウルトラ」を発売[11]。
- 2000年（平成12年）4月6日 - 「スピーディー」をベースとした特別仕様車「クラフティー」を発表[12]（4月7日発売）。同時に、福祉車両「アルマス」を「クラフティー」、「スピーディ」にも適用拡大した（4月17日発売）。
- 2000年（平成12年）8月31日 - 「デラクシー」をベースとした特別仕様車「デラクシー2」を発売[13]。
- 2000年（平成12年）11月30日 - 「G」をベースとした特別仕様車「グッディー」を発売[14]。
- 2001年（平成13年）3月[15] - 生産終了。在庫対応分のみの販売となる。
- 2001年（平成13年）4月 - 2代目と入れ替わる形で販売終了。販売終了前月までの新車登録台数の累計は47万6611台[1]。

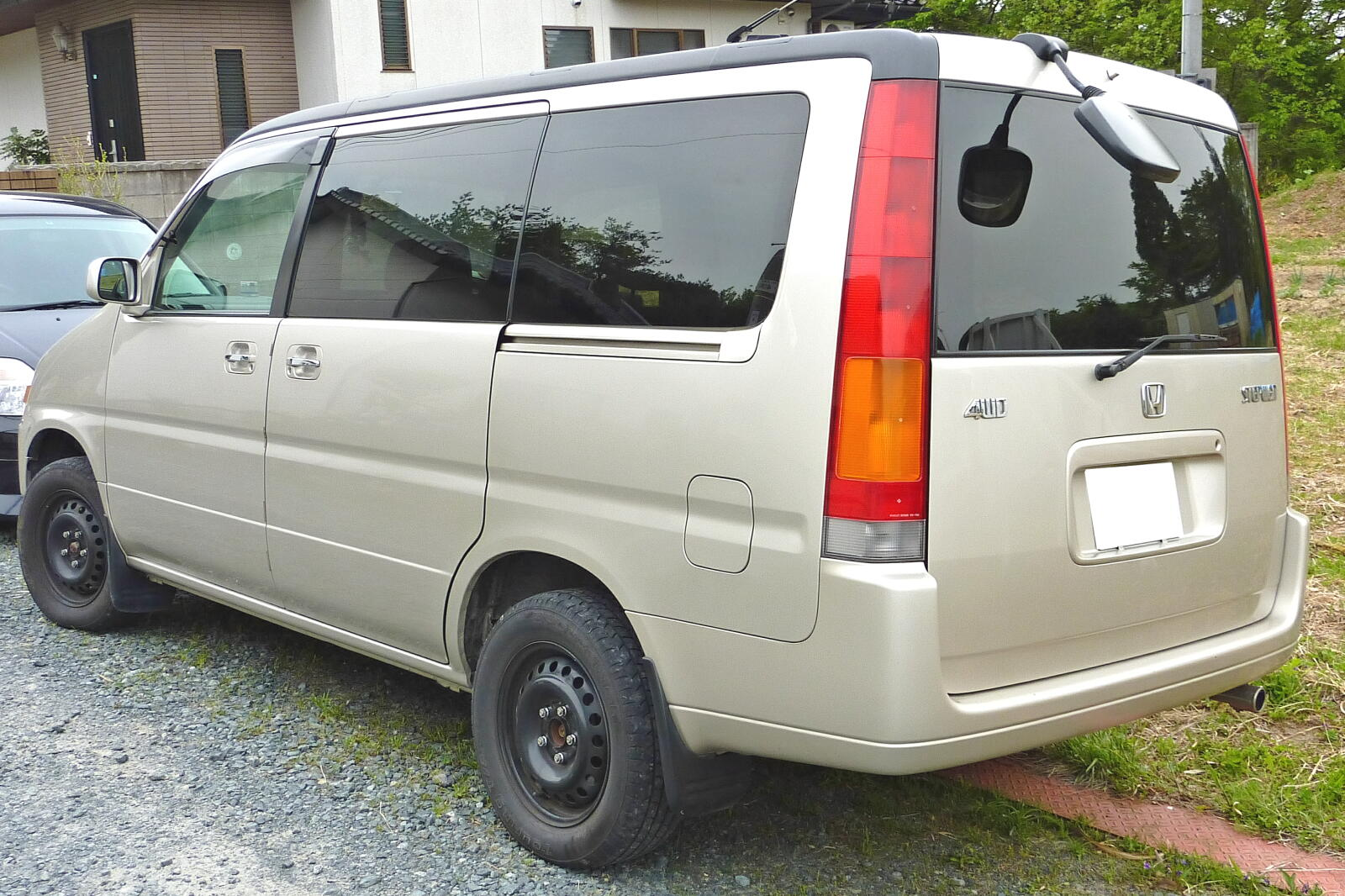
1996年5月初期型（後面）
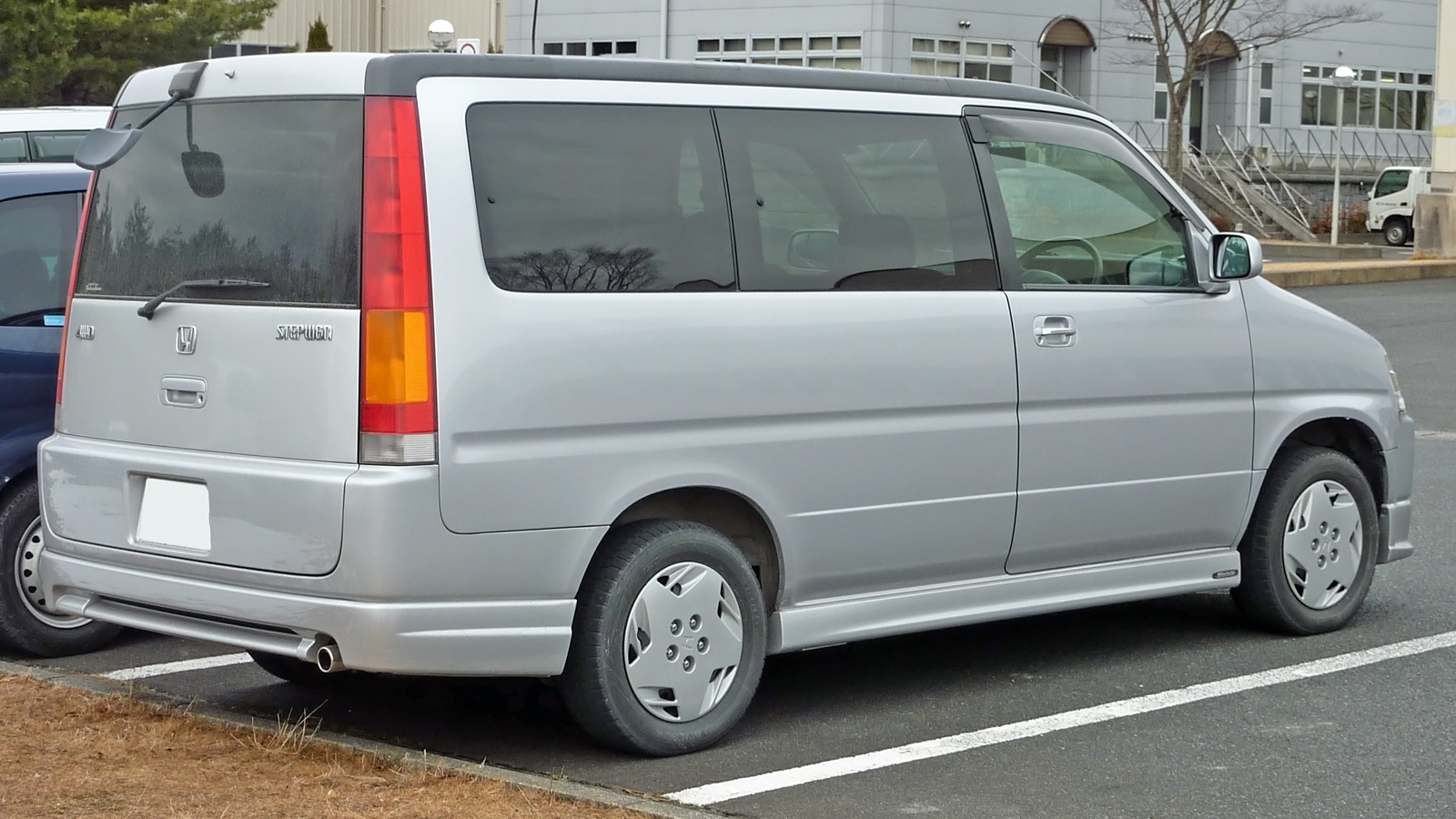
1999年5月改良型（後面）
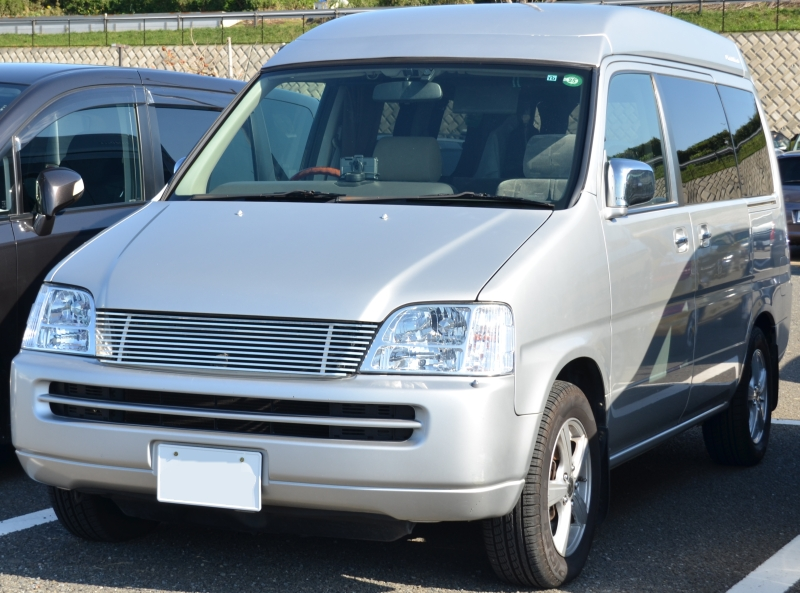
フィールドデッキ

## 2代目 RF3 / 4 / 5 / 6 / 7 / 8型（2001年 - 2005年）

### 年表
- 2001年4月5日 - フルモデルチェンジ[16]（4月6日発売）。
  - キープコンセプトで登場し、外観にも先代モデルの特徴を多く残しているが、プラットフォーム・ボディ・サスペンションは専用に開発されたものが使用された。特にボディは先代・後期型での前面オフセット衝突・前面フルラップ衝突に加えて側面衝突や後面衝突にも対応し、安全性の向上が図られたほか、ステップが45mm低床化されている。また、シフトレバーの位置が先代のコラムシフトからインパネシフトに変更された。
  - また、ナンバープレートの装着位置が再びテールゲート中央に変更された。
  - 給油口は歴代で唯一、右側に装着される。
  - タイプ名は「子ども」を意味する英単語「KID」から、「K」「I」「D」、さらに廉価仕様の「Y」を加えた4タイプとなり、「K」「I」にはパワースライドドアが標準装備された。シートアレンジも背面をテーブルとして使える2列目「バタフライシート」と、2・3列目のフルフラット化により、「遊（対座モード）」「食（レストランモード）」「寝（3列フルフラットモード）」「積（カーゴモード）」の4つのモードに対応が可能となった（レストランモードについては1列目回転シートを標準装備する「K」・「I」やオプション装備した「D」で可能）。エンジンはK20型を新たに採用。さらに、バナジウムなどの貴金属の使用を大幅に削減したペロブスカイト三元触媒システムの採用により、全車で「優-低排出ガス車（★★）」を取得した。
- 2001年11月8日 - 「D」をベースにした特別仕様車「ドアゴン」を設定[17]（11月9日発売）。
- 2002年5月30日 - 一部改良[18]。
  - ラインアップを見直し、「Y」と「I」を廃止。また、全車で電波式キーレスエントリーシステムと木目調センターパネルを標準装備するとともに、パワースライドドアが全車に標準装備された。「K」にはリアカメラ&8インチワイドモニター ホンダ・ナビゲーションシステムを新たに標準装備した。
- 2002年10月17日 - マイナーチェンジ[19]。
  - バンパーをボディ同色に変更（「D」はグレーバンパー仕様も設定）し、AM/FMチューナー付CDプレーヤーが採用された（「K」は標準装備、「D」はメーカーオプション）。「D」はリアカメラ付ホンダ・DVDナビゲーションシステムのオプション設定を追加。あわせて「D」をベースにした特別仕様車「デラクシーS」を発売。
- 2002年12月19日 - 「D」をベースとした特別仕様車「デラクシーA」を発売[20]。
- 2003年2月6日 - 「D」をベースとした特別仕様車「デラクシーN」を発売[21]。
- 2003年6月5日 - マイナーモデルチェンジ[22]（6月6日発売）。
  - 前後デザインを大幅に変更。ヘッドライトは「優しい目」から「鋭い目」に変更された。リアコンビランプはサイズが縮小し、クリアレンズ化。従来からのK20A型に加え、アコードワゴンやオデッセイに搭載されている2.4LのK24A型を搭載した「24L」を新設。ただし、排気量が2.4Lのため、3ナンバー登録となる。
  - 加えて、専用フロントグリル、エアロフォルムバンパー等のエクステリアや黒を基調としたインテリアが特徴の「スパーダ（SPADA）」シリーズを追加。なお、スパーダは、ワイドフェンダーを装着し、全幅が1.7mを超える為、「24L」同様3ナンバー登録となる。グレードは「S」と「24T」の2タイプを設定。
  - ボディカラーは、ノーマルは「スペアミントグリーンメタリック」、スパーダは「ブラックアメジストパール」を設定されており、その他のカラーは共通である。
  - 2.4L車にはコーナリングや左右折時におけるステアリング舵角に応じてロービームの照度軸を変えて夜間走行時の安全性向上に寄与するAFS（アダプティブ・フロントライティングシステム）を国産ミニバンで初めて装備した。さらに、インターナビ・プレミアムクラブ対応のリアカメラ付・音声認識Honda・DVDナビゲーションシステムやパワーテールゲート（「B」を除く）のオプション設定を追加し、全車に自発光式メーター（スパーダは専用色）を採用・スライドドアにパワーウィンドウを装備[注 2]した。全車で「超-低排出ガス（★★★）」認定も取得した。なお、従来からの2.0L・ノーマルタイプのタイプ名称が「D」と「K」から「B」と「G」に変更となった。
- 2004年6月10日 - 一部改良。同時に特別仕様車「HIDエディション」を発売[23]。
  - 「G」と「スパーダS」にAM / FMチューナー付MD / CDプレーヤーとシャッター付大型インパネポケットを、「24L」にカラードルーフガーニッシュをそれぞれ追加した。ボディカラーは「スペアミントグリーンメタリック」、「ロイヤルルビーレッドパール」を廃止し、「タフタホワイト」、「ミラノレッド」が追加された。あわせて、「G」と「スパーダS」をベースにした特別仕様車「HIDエディション」を発売。
- 2005年4月[24] - 生産終了。在庫対応分のみの販売となる。生産終了前月までの新車登録台数の累計は27万8973台[2]。
- 2005年5月 - 3代目と入れ替わる形で販売終了。

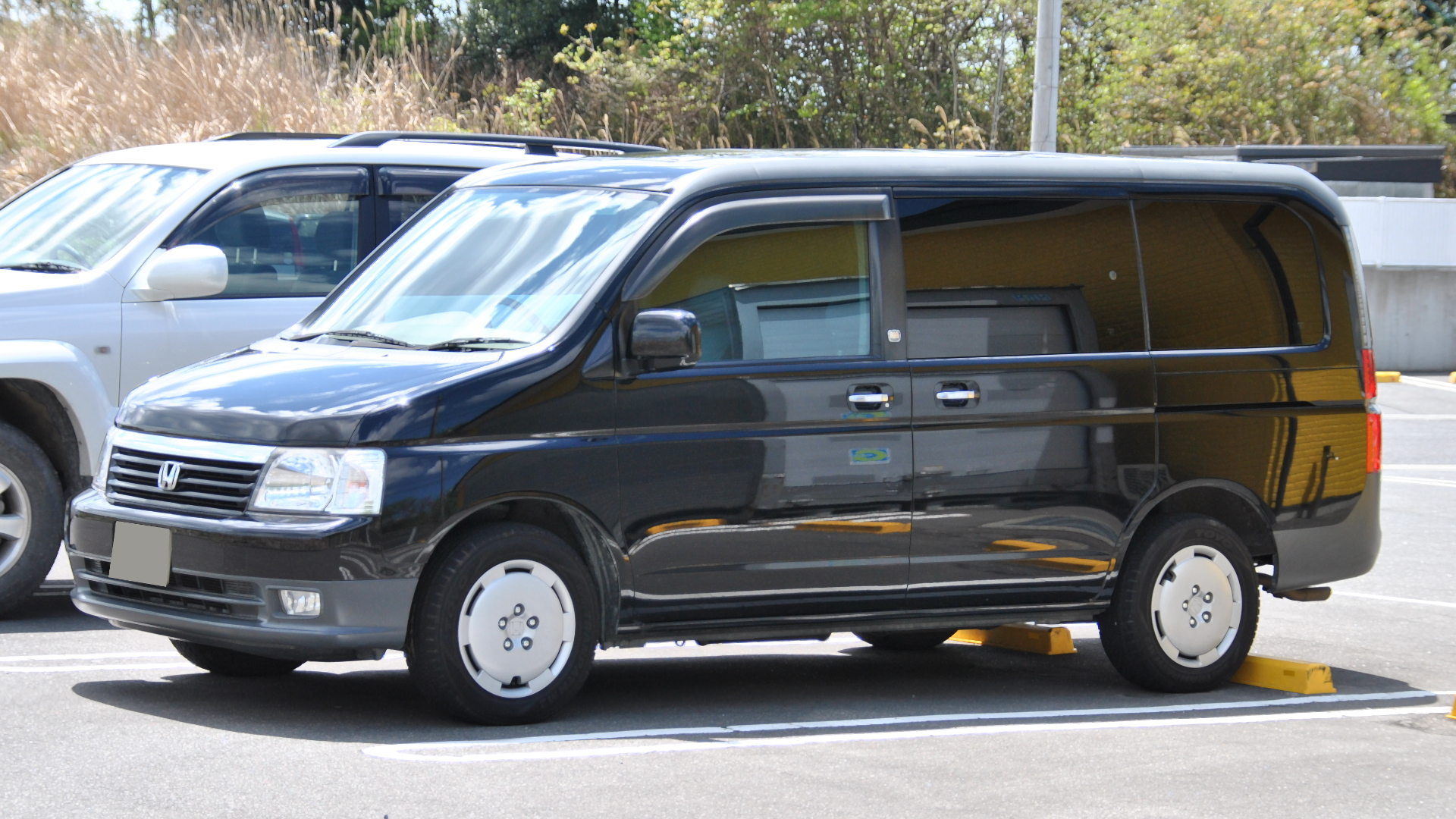
D 2001年4月初期型
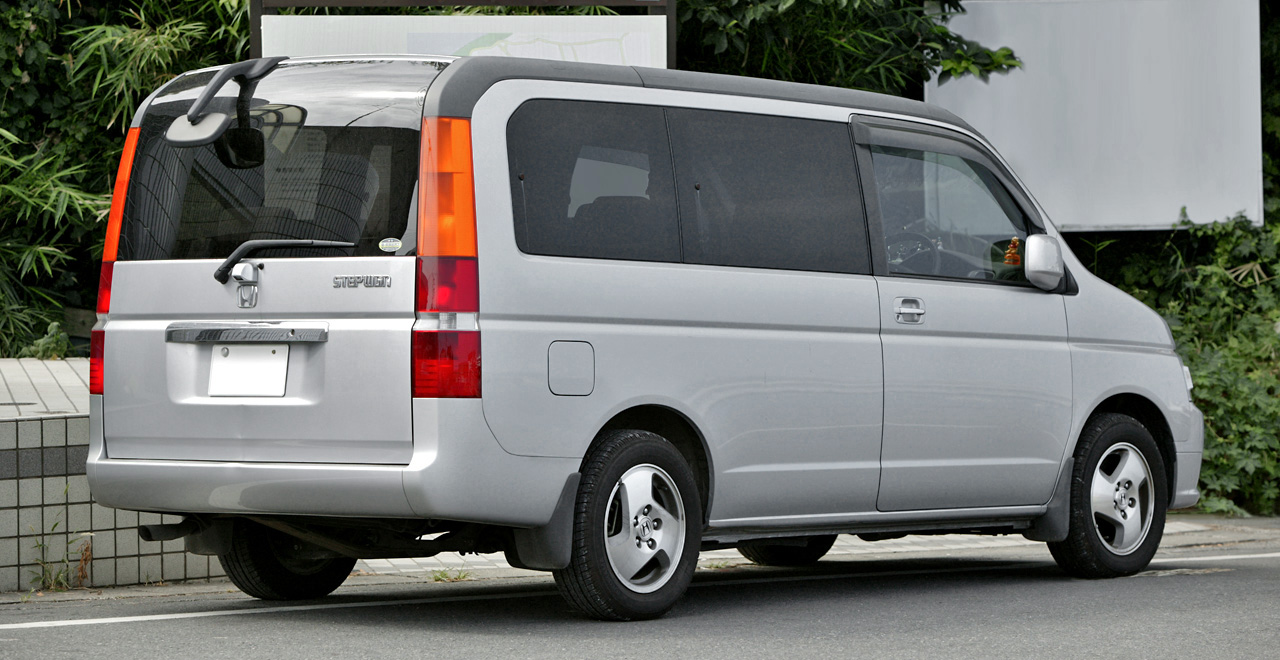
2002年10月改良型（後面）
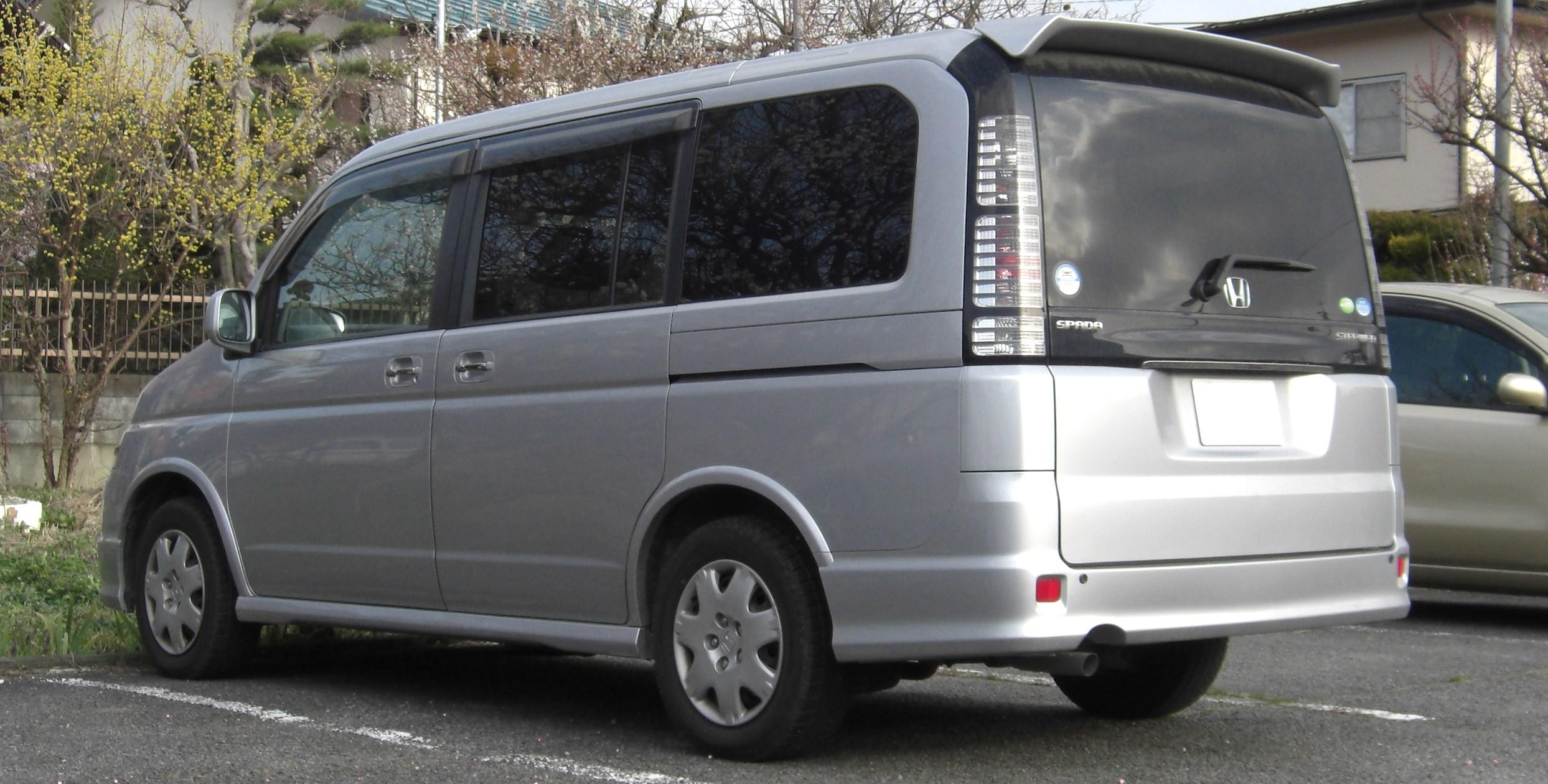
スパーダ 2003年6月改良型（後面）

## 3代目 RG1 / 2 / 3 / 4型（2005年 - 2009年）

### 年表
- 2005年5月26日 - フルモデルチェンジ[25]（5月27日発売）
  - 2代目までの片側（助手席側）スライドドアや大きな箱といったコンセプトを大幅に転換し、独自の低床・低重心プラットフォームをベースに、薄型の樹脂製燃料タンクやサイレンサーを採用した専用設計により、室内高を保ちつつ60mmの低床化・40mmの低重心化を達成するとともに、全高を75mm低減。コーナリング性能および高速道路での直進安定性を向上させた。さらに、エンジンルームの小型化などでショートノーズ化されたため、室内長を保ちながらも全長を45mm短縮し、全体的にダウンサイジングされた。2代目では不評だった2列目シートも、低床化によりワンステップとなったことで十分な足元スペースを確保するとともに、ワンアクションで簡単に折り畳めるタンブルシートの採用、スライドドアやテールゲートの開口部をより強固なボディ構造にして細部まで剛性アップされたことにより使い勝手や快適性を向上した。
  - リアサスペンションは2代目までのダブルウィッシュボーン式から、FF車は車軸式、4WD車はド・ディオン式に変更。エンジンは先代のK20A型とK24A型の2種類が踏襲されるが、燃費重視のために2.0Lは出力を5馬力下げ、2.4LのFF車にはCVTが採用された。これにより「平成17年基準排出ガス75%低減レベル（☆☆☆☆）」認定を取得するとともに、「平成22年度燃費基準（一部グレードは「平成22年度燃費基準 +5%」）」を達成。
  - 2代目までは助手席側のみだったスライドドアが運転席側にも追加して両側スライドドアとなり、一部グレードには林テレンプによる明るい木目調の「フローリングフロア」や、採光目的の半透明ガラスを用いた「トップライトルーフ」が設定される。また、広くなりがちなミニバンのダッシュボード上面をアメニティーに利用、メーターナセルを室内幅いっぱいに伸ばした、デジタルワイドメーターを採用し、大きい三角窓を設け、死角を削減した。タイプ体系は「B」・「G」・「24Z」の3タイプだが、「G」は標準仕様に加え、快適装備を加えた「Lパッケージ」、スポーティ仕様の「Sパッケージ」、「Lパッケージ」・「Sパッケージ」の両装備を備える「LSパッケージ」を設定した。また、先代同様5ナンバーサイズをキープしているものの、「24Z」のみ排気量の都合上、3ナンバー登録となる。
  - 本モデルより、ステップワゴンとしては初のミリ波レーダーによる追突軽減ブレーキ（CMBS）とセットオプションのインテリジェントハイウェイクルーズコントロール（IHCC）、横滑り防止装置（VSA）がメーカーオプションとして採用された。
- 2006年5月18日 - 一部改良[26]。
  - 「G」「G・Sパッケージ」「24Z」にリア左側（助手席側）パワースライドドアを標準装備するとともに、「G・Lパッケージ」「G・LSパッケージ」はリア右側（運転席側）にもパワースライドドアを標準装備し、両側パワースライドドアとなるとともに、親水/ヒーテッドドアミラー+フロントドア撥水ガラスが新たに標準装備された（親水/ヒーテッドドアミラー+フロントドア撥水ガラスは「G」、「G・Sパッケージ」、「24Z」にもセットオプションの「コンフォートビューパッケージ」で装備可能）。一部のタイプでHondaスマートキーシステムをオプション設定した。なお、ボディカラーの一部が廃止された。
- 2006年10月5日 - 「G」をベースとした特別仕様車「スタイル エディション」を発売[27]。
- 2007年2月15日 - 一部改良[28]。
  - 全車に2列目シートセンターアームレストを標準装備する代わりに、パワーテールゲートとチップアップ&スライドシート（回転対座付き）が廃止された。また、特別仕様車の「スタイルエディション」を「G・スタイルエディション」としてカタログモデル化すると同時に、エアロ重視の装備を備えた「G・エアロエディション」、「G・スタイルエディション」「G・エアロエディション」にタッチパネルモニターを装備したHonda HDDインターナビシステムと6スピーカーを追加装備した「G・HDDナビスタイルエディション」、「G・HDDナビエアロエディション」を追加した。
- 2007年6月7日 - 「G」をベースとした特別仕様車「HDDナビ スタイルセレクト」、「HDDナビ エアロセレクト」を発売[29]。併せて一部のボディカラーが廃止された。
- 2007年11月1日 - マイナーチェンジ[30]。
  - 2005年5月のフルモデルチェンジ実施時に廃止された「スパーダ」が復活。専用のエアロフォルムバンパーやLEDハイマウントストップランプを内蔵したテールゲートスポイラー、ダーククローム調のメッキフロントグリル、16インチアルミホイールなどを装備したほか、専用サスペンションチューニングやパドルシフトの採用により高いハンドリング性能と操舵安定性を実現した。タイプ体系は2.0L車の「S」「SZi」、2.4L車の「24SZ」「24SZi」の4タイプで、「S」は標準仕様のほかに「HDDナビパッケージ」「Zパッケージ」「Z HDDナビパッケージ」の3種類が設定された。なお、先代のスパーダは3ナンバーだったが、2代目では標準タイプと同じ5ナンバーサイズに収められた。しかし、「24SZ」「24SZi」の2タイプは、排気量の都合上、標準タイプの「24Z」同様3ナンバー登録となる。
  - ノーマルタイプでもフロント周りやリアコンビランプのデザインを変更したほか、加飾パネルやシート地も変更された。アレルフリー高機能フィルターを全車標準装備した。また、タイプ体系が見直され、2.4L車がスパーダに設定された代わりに標準モデルからは消滅し、多岐にわたった「G」は標準仕様と「Lパッケージ」「L HDDナビパッケージ」の3種類に整理された。
- 2008年8月6日 - ホンダのミニバンでは初めて、国内累計販売台数100万台を達成[31]。
- 2008年8月21日 - 国内累計販売台数100万台達成を記念した特別仕様車 「スマートスタイル エディション」「HDDナビ スマートスタイル エディション」を発売[32]。
- 2009年9月[33] - 生産終了。在庫対応分のみの販売となる。生産終了前月までの新車登録台数の累計は29万809台[3]。
- 2009年10月 - 4代目と入れ替わる形で販売終了。

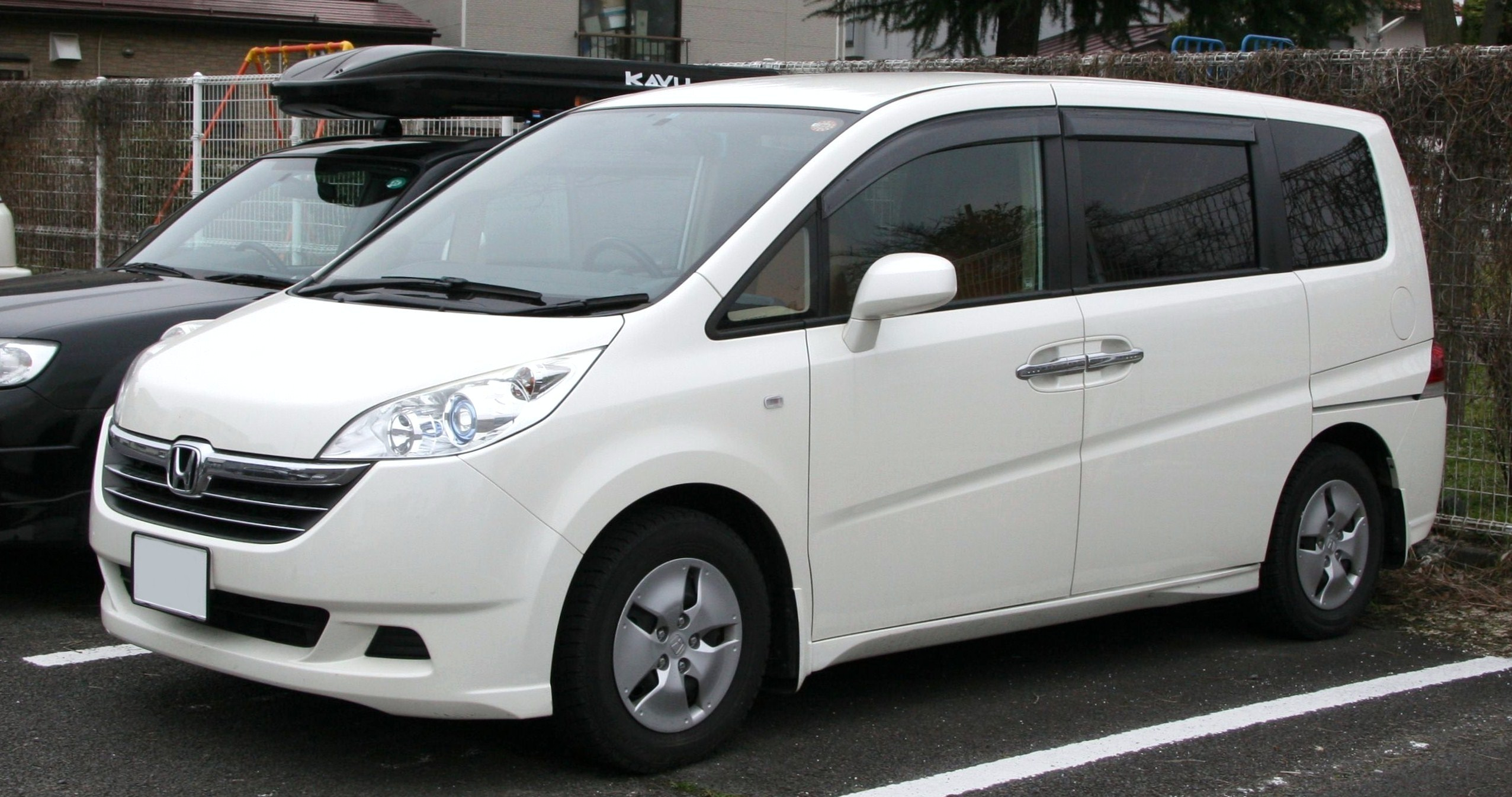
2005年5月初期型
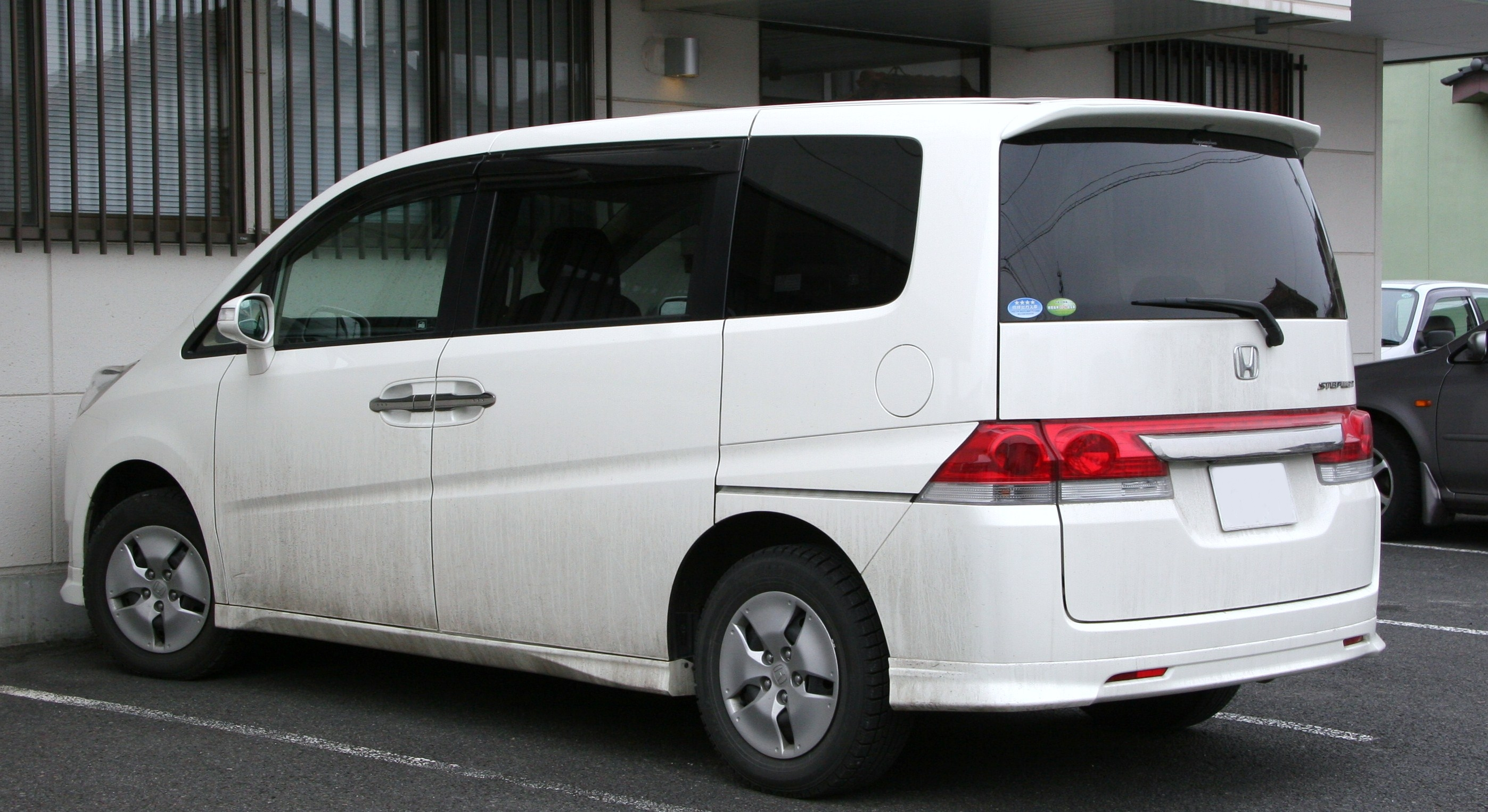
2005年5月初期型（後面）
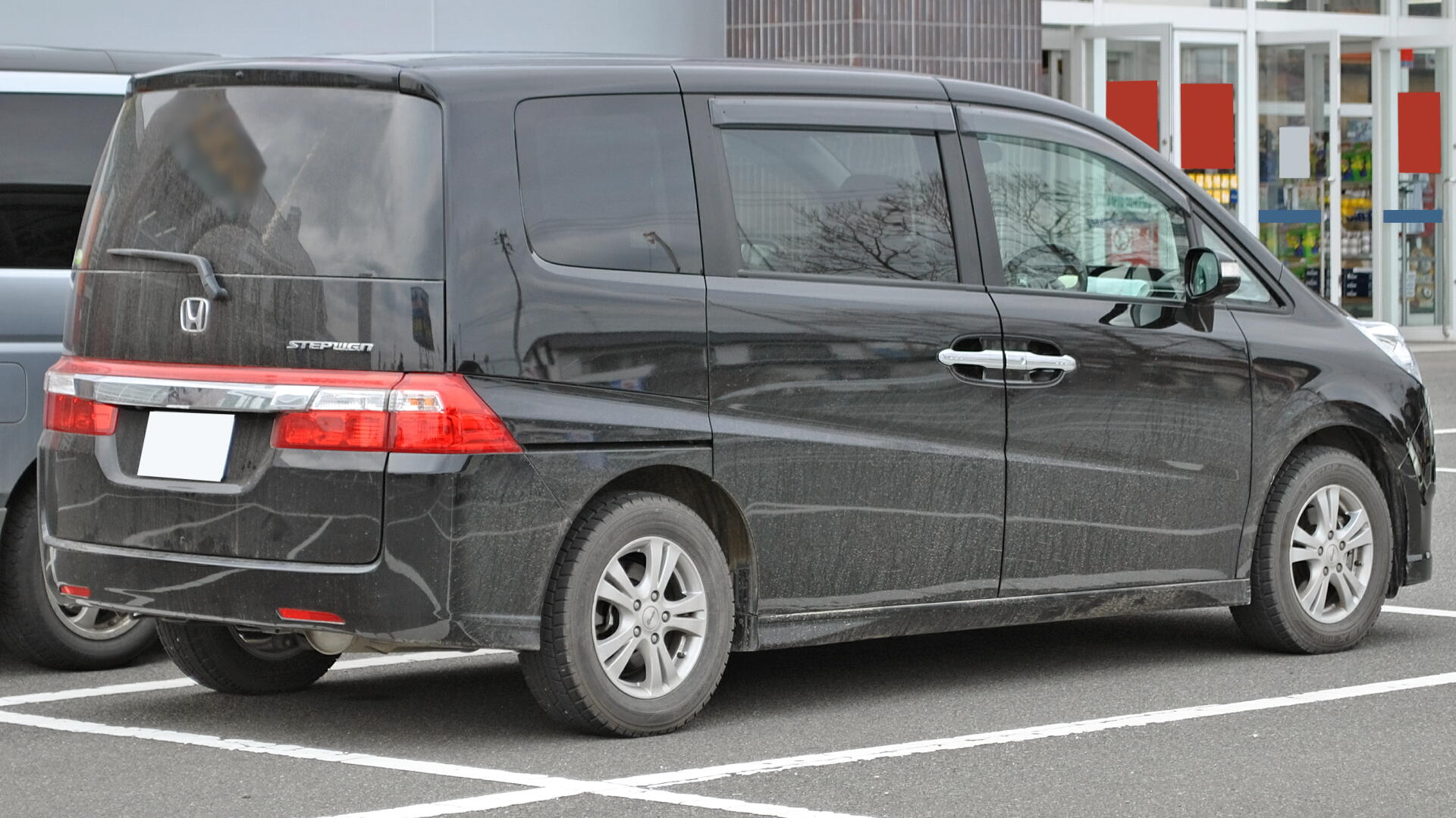
2007年11月改良型（後面）
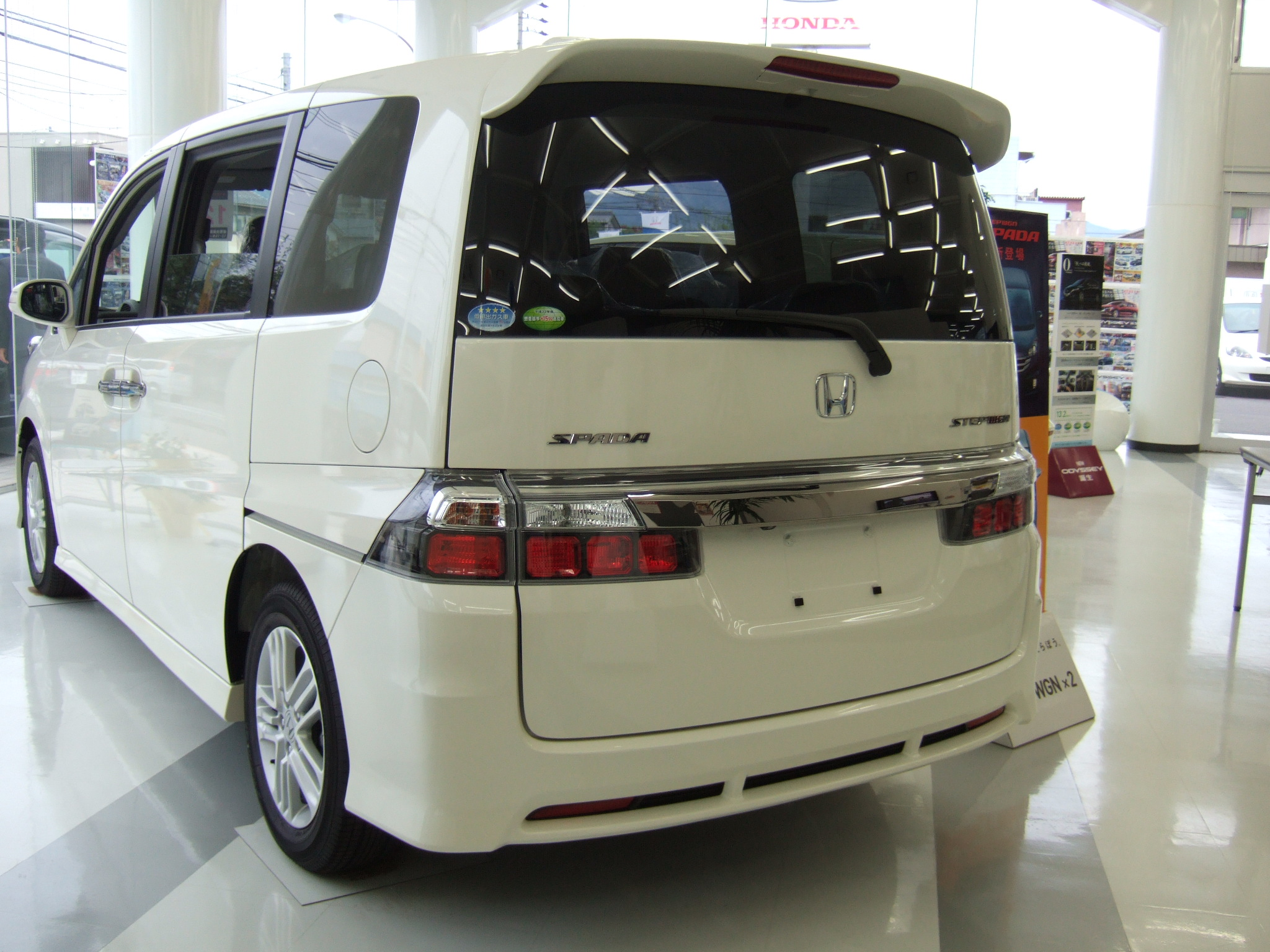
スパーダ（後面）
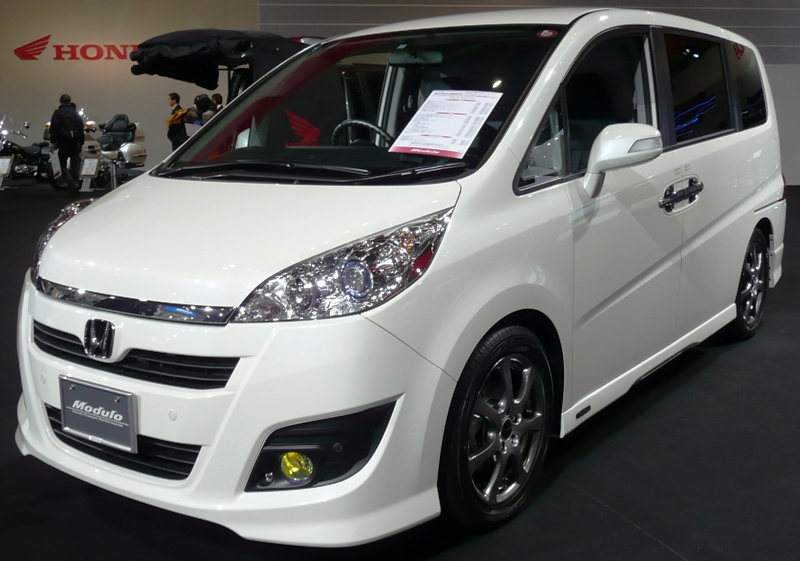
Modulo装着車
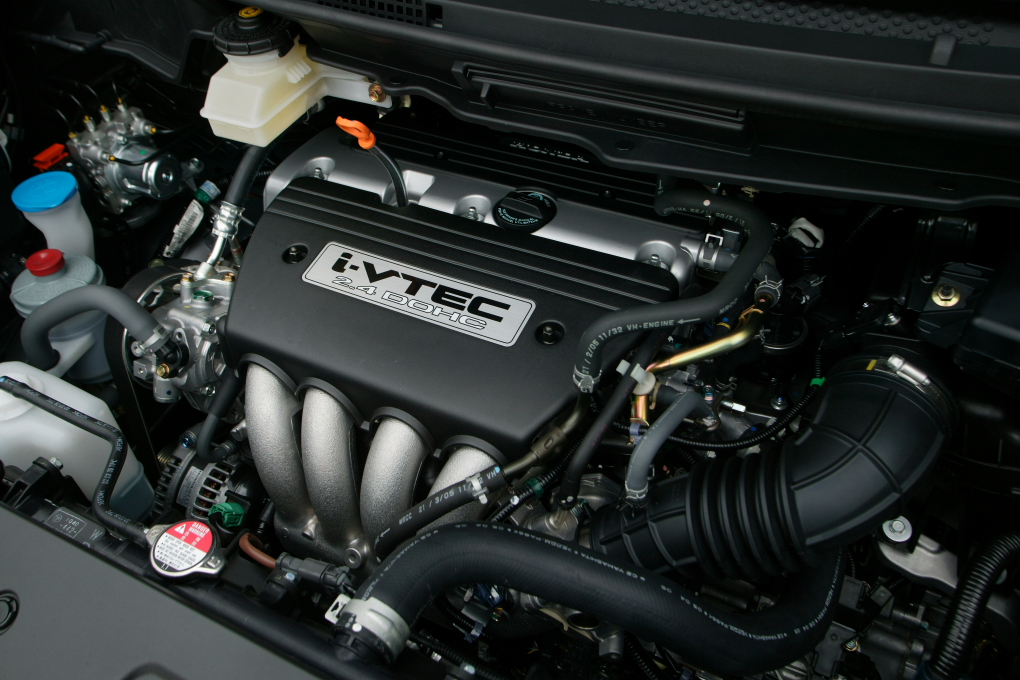
2.4L車のエンジンルーム

## 4代目 RK1 / 2 / 3 / 4 / 5 / 6 / 7型（2009年 - 2015年）

### 年表
- 2009年10月9日 - フルモデルチェンジ[34]「ステップワゴン」は同日発売、「ステップワゴン スパーダ」は10月23日発売）。
  - 「みんなの楽」= “皆楽”をキーワードに、3代目から採用されている低床・低重心パッケージをベースに「家族が楽しく、楽に移動できる車」を目指して開発された。3代目に比べ全長を50mm（スパーダは30mm）、全高を45mmそれぞれ拡大。先代モデルで行われたダウンサイジングからは逆行する形となったものの、5ナンバーサイズに収められている。また、開放感を高めるために、全周においてガラスエリアを拡大。一部タイプには世界最大級のガラス面積（前後1,400mm × 左右840mm）を誇るスカイルーフを設定した。3列目はリアフロアの構造を工夫することで簡単に床下に格納できる「3列目床下格納シート」を採用。
  - インパネは左右に広がる横基調デザイン。立体造形を生かして手前に操作系を、上方でかつ走行視界との焦点差が少ない遠方に視認系が配列された。計器類は機能ごとに分けられ、前後方向に立体的にレイアウトされた立体自発光メーターを採用する。
  - エンジンは2.4Lを廃止して2.0Lに一本化し、R20A型のみとなった。トランスミッションにはFFにはトルクコンバーター付CVTが、4WDには5速ATが採用されている。さらに、「スパーダ」にはステアリングにパドルシフトが備えられている。FF車が「平成22年度燃費基準 +25%」を、4WD車が「平成22年度燃費基準 +20%」をそれぞれ達成。また、4代目オデッセイや2代目インサイトですでに採用されている、エンジン・トランスミッション・エアコンなどを協調制御し、実用燃費向上をサポートする「ECONモード」を採用した。メーター中央に燃費状況により色が変化する「ECOリング」を設置し、「コーチング機能」により低燃費運転をアシストする。
  - タイプ体系は従来よりもシンプルになり、ノーマルタイプは「G」「L」「Li」の3タイプで「G」に「Lパッケージ」を設定。スパーダは「S」「Z」「Zi」の3タイプとなった。福祉車両はサイドリフトアップシート車と助手席リフトアップシート車の2種類で、いずれの仕様にも「G」と「スパーダS」の2タイプが用意される。
  - また、ナンバープレートの装着位置が初代後期型以来の下部ガーニッシュ内へ変更された
- 2010年10月14日 - 特別仕様車「G・HID エディション」および「スパーダ Z・クール スピリット」を発売[35]。
- 2011年1月11日 - 2010年の累計販売台数が80,933台となり、ミニバン（3列シート車）において第1位になった[36]。ミニバンにおける首位獲得は、初代モデルが3年連続ミニバン首位を達成した1999年以来11年ぶりとなった。
- 2011年8月1日 - 一部改良[37]。
  - 新たにディスチャージヘッドランプ（ロービーム、オートレベリング・オートライトコントロール機構付）、両側パワースライドドア、Hondaスマートキーシステム（Hondaスマートキー2個付）、セキュリティアラームを標準装備した「G・スマートスタイル エディション」、Honda HDDインターナビシステムを標準装備した「G・HDDナビ スマートスタイル エディション」「スパーダZ・HDDナビ エディション」の3グレードを追加した。
  - 既存タイプの一部も装備内容の追加・充実化を行い、「L」にはVSA（車両挙動安定化制御システム）とヒルアシストスタート機能などを、「スパーダZ」「スパーダZi」にはメッキタイプ・アウタードアハンドルなどを追加し、「スパーダZ」にはフロントドア・シルバー塗装インナードアハンドルも追加した。「Li」「スパーダZi」に標準装備されているHonda HDDインターナビシステムはフルセグ（12セグ + ワンセグ）対応型に変更した。
- 2012年3月1日 - 同年4月予定のマイナーチェンジに関する情報をホームページで先行公開[38]。
- 2012年4月5日 - FF車をマイナーチェンジ[39]（4月12日発売）。
  - 走りと燃費を高次元で両立させる次世代革新技術「EARTH DREAMS TECHNOLOGY（アース・ドリームス・テクノロジー）」の一つとして、中型車用に開発した新型CVTを採用するとともに、アイドリングストップシステムを搭載した。さらに空力性能の向上等によりさらなる低燃費を実現し、全車で「平成27年度燃費基準 +10%」を達成した。さらに内装色の変更、新デザインのフロントグリル（スパーダはLEDアクセサリーランプ内蔵）・リアライセンスガーニッシュ・リアコンビランプ（ノーマルタイプはLED化）を採用した。タイプ体系も一部変更され、ノーマルタイプは既存タイプを「G」と「Li」に絞り、新たに「G・Eセレクション」「G・インターナビEセレクション」「G・コンフォートセレクション」を、スパーダは「Z・HDDナビ エディション」と入れ替えで、「Z・インターナビセレクション」と特別仕様車で発売されていた「Z・COOL SPIRIT」をそれぞれ追加した。ボディカラーも6色（共通カラー・ノーマルタイプ専用カラー・スパーダ専用カラー各2色ずつ）追加した。また、2列目・3列目中央座席のシートベルトが2点式から3点式に変更された。
- 2012年5月31日 - 4WD車をマイナーチェンジ[40]（6月8日発売）。
  - 仕様やタイプ体系は先に発売されたFF車と同等。トランスミッションの5速ATからCVTへの変更等により燃費向上が図られ「平成27年度燃費基準 +10%」を達成した。
- 2012年9月27日 - 新タイプ「G・インターナビコンフォートセレクション」および「スパーダZ・COOL SPIRITインターナビセレクション」を発売[41]。
  - 既存の「G・コンフォートセレクション」「スパーダZ・COOL SPIRIT」に装備を加えたもの。
- 2012年11月22日 - 「スパーダS」特別仕様車「パワーエディション」「インターナビ パワーエディション」を発売[42]。
  - 同時に、スパーダ「パワーエディション」を含むHondaインターナビ非装備のタイプ（「G」を除く）にはメーカーオプションとして、リアカメラ、照明付オーディオリモートコントロールスイッチ、ETC車載器、6スピーカー（標準装備のスピーカーに2スピーカーを追加）、専用ワイヤーハーネス、プリントアンテナをひとまとめにしてディーラーオプションのHonda純正ナビ「Gathers（ギャザズ）」を手軽に装着できる「ナビ装着用スペシャルパッケージ」を設定した。
- 2013年12月5日 - 一部改良[43]。
  - ノーマルタイプは最上級グレードの「Li」が廃止され、アルミホイール装備車が消滅した。前述のナビ装着用スペシャルパッケージを「G」「スパーダZi」を除く全タイプに、スーパーUVカット・フロントドアガラスを「G」を除く全タイプに、Hondaスマートキーシステムを「G・Eセレクション」と「スパーダS」に、セキュリティアラームを「スパーダS」に、クルーズコントロールを「G・Eセレクション」「スパーダS」「スパーダZ」にそれぞれ標準装備し、装備内容の充実を図った。併せて、ナビ装着用スペシャルパッケージの標準装備化に伴い、Hondaインターナビ標準装備タイプを「スパーダZi」のみに集約した。
- 2015年3月[44] - 生産終了。在庫対応分のみの販売となる。
- 2015年4月 - 5代目と入れ替わる形で販売終了。販売終了前月までの新車登録台数の累計は32万4725台[45]。
- 2017年8月（補足） - 海外の香港、マカオ、イギリス、スリランカ、タイ、ニュージーランド、オーストラリア、マレーシア、シンガポール、インドネシア（いずれも左側通行）でステップワゴン 4代目、ステップワゴンスパーダ3代目が販売。海外初となる販売となった。
- 2024年6月3日 - RK2、RK4。RK6の型式指定申請時の騒音試験おいて、不適切な事案があったことが発表された[46]。

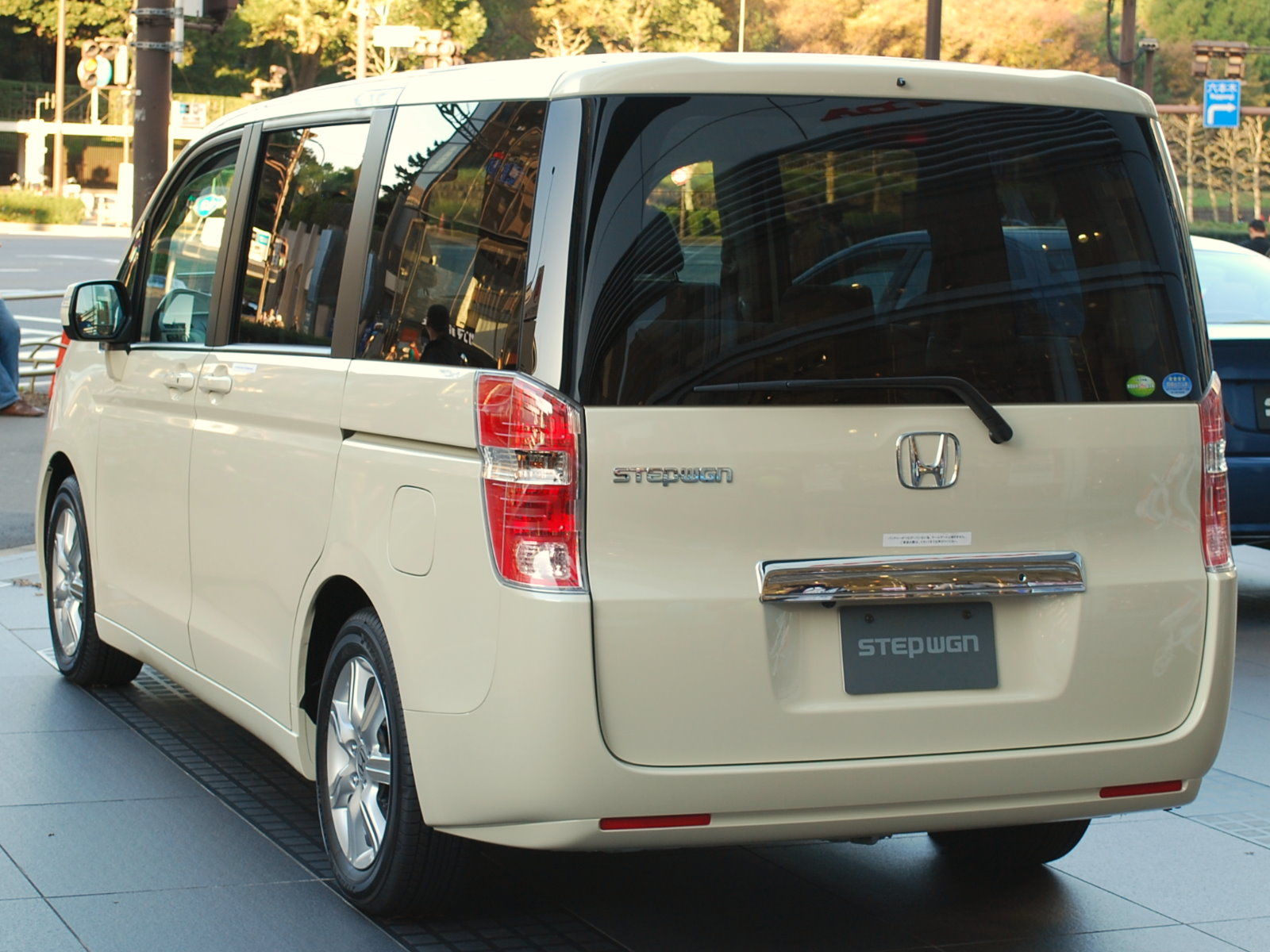
2009年10月初期型 後面
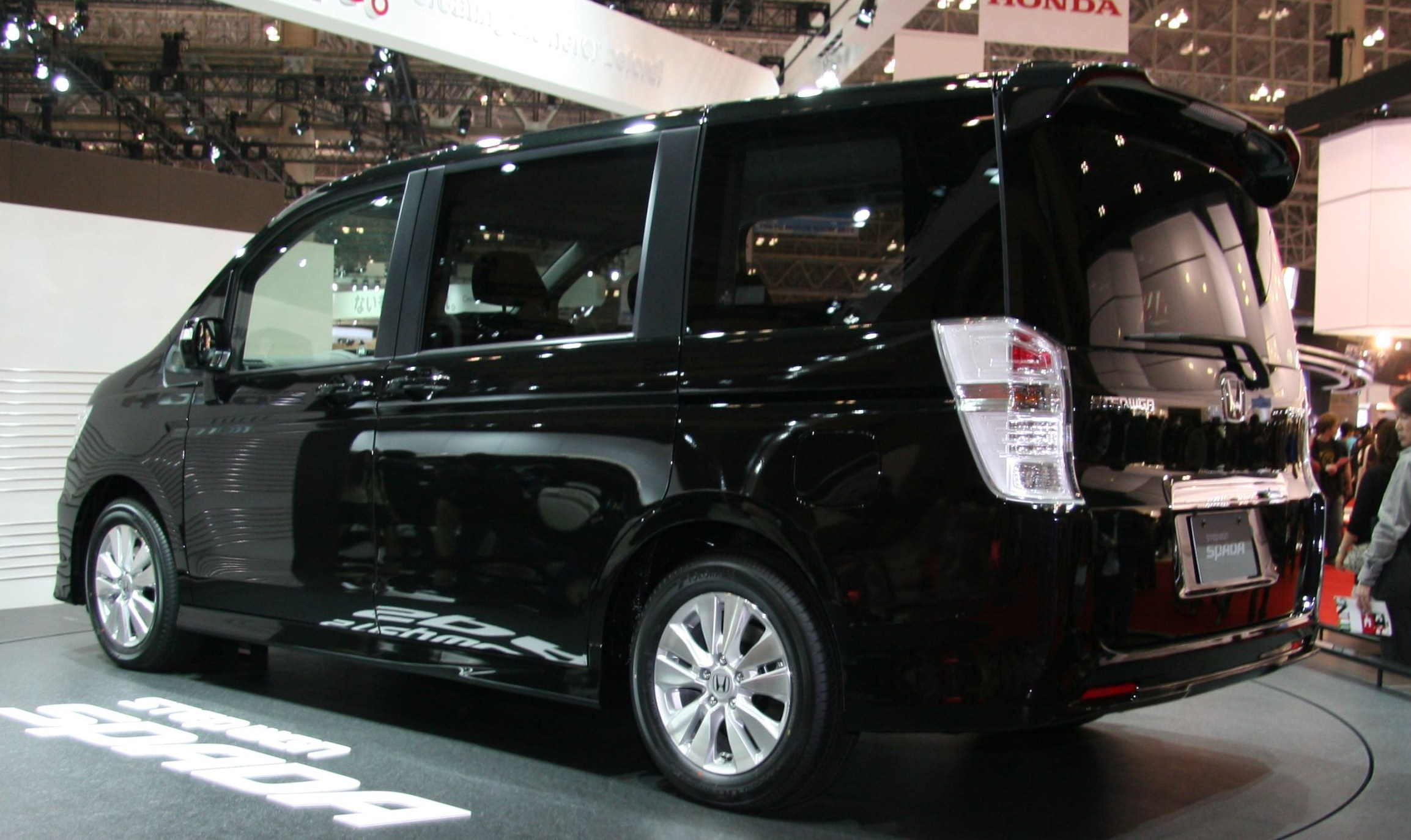
2009年10月初期型 スパーダ 後面
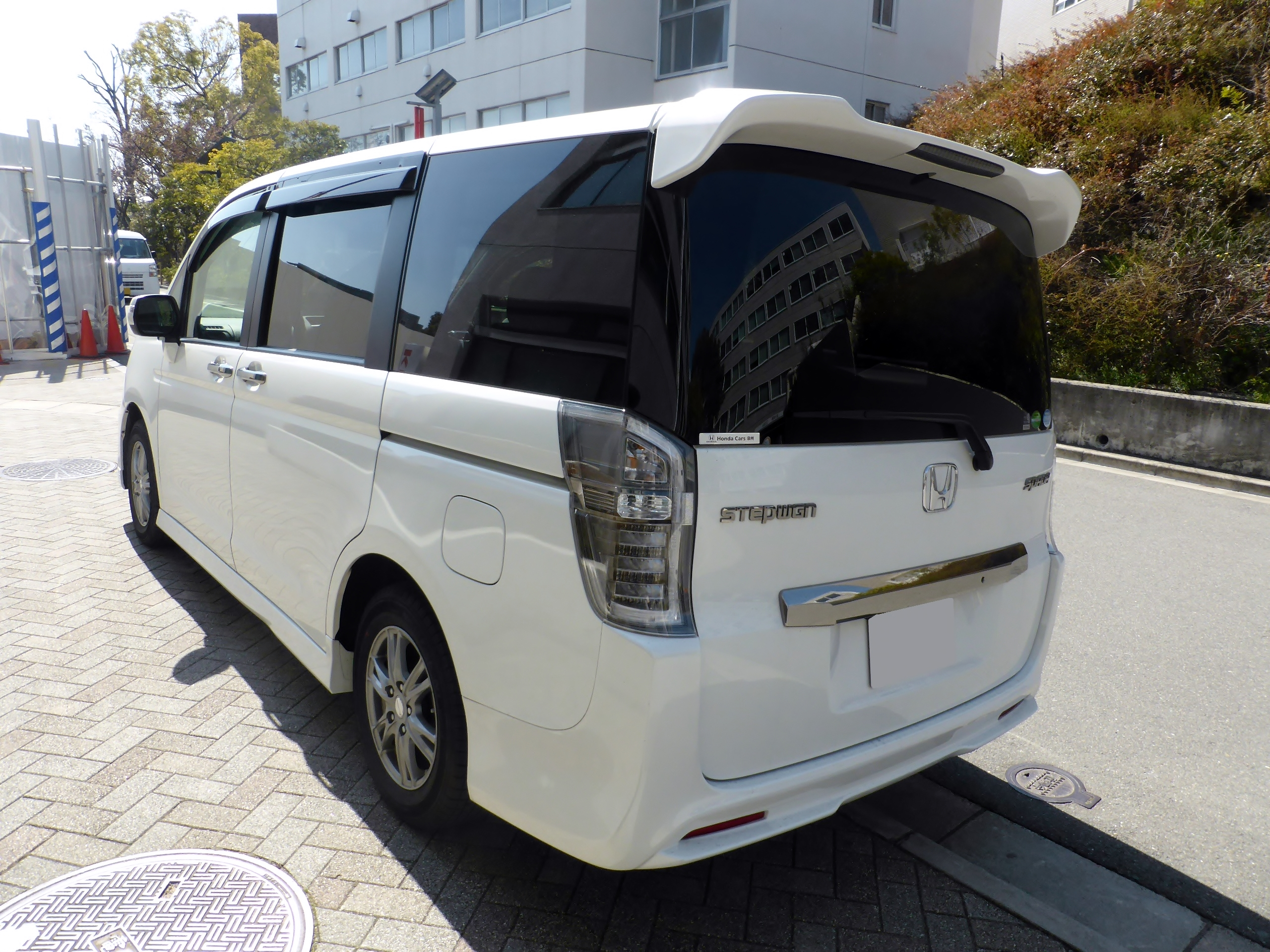
2012年4月改良型 スパーダ 後面
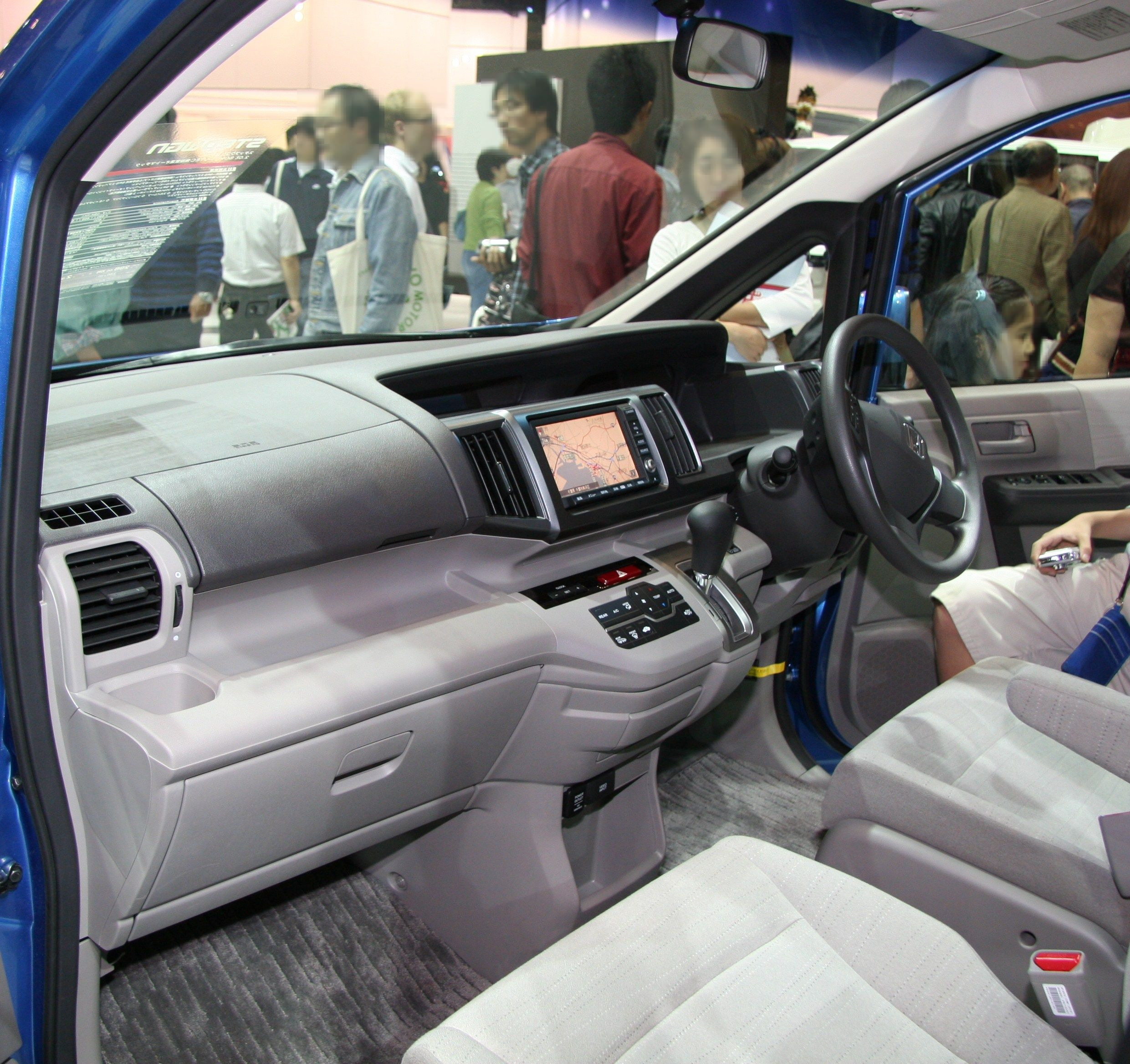
室内

## 5代目 RP1/2/3/4/5型（2015年 - 2022年）

### 年表
- 2015年3月13日 - 5代目に関する情報をホームページで先行公開[47]。
- 2015年4月23日 - フルモデルチェンジ[48]（4月24日発売）。
  - Honda車では初採用となる直噴1.5L VTEC TURBOエンジン「L15B」型を新搭載。クランクシャフトとそれを支えるベアリングキャップの剛性が向上されたほか、CVTも小排気量ターボエンジンに合わせて新規開発された。これらによって燃費性能が向上し、平成32年度燃費基準を達成した。
  - 新機能として、テールゲートに横開き式のサブドアを組み合わせた「わくわくゲート」と3列目シートを左右分割して床下に格納できる「マジックシート」を採用。これにより、サブドアから直接3列目シートへの乗降を可能にしたほか、3列目シートは車内からでも操作できるようにした。安全面も強化し、ミニバンでは5代目オデッセイやジェイドに次いでの採用となる安全運転支援システム「Honda SENSING」を全タイプにメーカーオプション設定。さらに、助手席用エアバッグには長い時間内圧を保持することで優れた拘束性を発揮する「内圧保持式エアバッグシステム」を採用し、VSAやヒルスタートアシストに加え、急ブレーキ時に後続車に注意を促すエマージェンシーストップシグナルを全タイプに標準装備した。
  - ラインアップは、フルオートエアーコンディショナー（FF車はフロント+リア・マニュアルクーラー、4WD車はトリプルゾーンコントロール）、UVカット機能付フロントウインドウガラス、高熱線吸収/UVカット機能付フロントドアガラスなどを装備したテールゲート仕様（わくわくゲート非装備）のエントリーモデル「B」、セキュリティアラーム、クルーズコントロール（メーカーオプションの「Honda SENSING」を装備した場合はACCへ統合）、リアアクセサリーソケット（DC12V）、リア左側（助手席側）パワースライドドア、スライドドア・イージークローザー（リア両側）、室内確認用ミラー付サングラスボックス、コンビニフック付シートバックテーブル（運転席/助手席）、ロールサンシェード（スライドドア両側）、わくわくゲート、ハーフシェイド・フロントウィンドウなどを追加し、一部装備をグレードアップしたスタンダードモデル「G」、運転席&助手席シートヒーター、センターテーブル（インストルメントパネル内蔵型）、調光機能付LEDルームランプ（LEDマップランプ付、1～3列目、アンバー）、16インチアルミホイールなどを装備した上級グレード「G・EX」の3タイプを設定。LEDアクセサリーランプ内蔵フロントグリル・バンパー・カラードサイドシルガーニッシュ・テールゲートスポイラー（LEDハイマウント・ストップランプ内蔵）・16インチアルミホイール・サスペンションを専用仕様に変更し、LEDヘッドランプ（ロービーム、オートレベリング/オートライトコントロール機能付）、アクティブコーナリングライト、1列目シートi-サイドエアバッグシステム+サイドカーテンエアバッグシステム、フォグライト、ダブルホーン、本革巻ステアリングホイールを標準装備した「スパーダ」はスタンダードモデルの「SPADA」とセンターテーブル（インストルメントパネル内蔵型）、調光機能付LEDルームランプ（LEDマップランプ付、1～3列目、パープリッシュホワイト）、ブラック コンビシート（プライムスムース×ソフトウィーブ）&専用インテリアを装備した上級モデル「SPADA・Cool Spirit」の2タイプが設定されている。4代目に設定されていた福祉車両は5代目も同じラインナップで踏襲されるが、設定されるタイプが「G」と「SPADA（FF車のみの設定）」となった。なお、「スパーダ」は専用のフロントバンパー（エアロ仕様）の装着により全長が4.7mを超えるため、3ナンバー登録となる（「スパーダ」における3ナンバー登録はRG型以来である）
  - ボディカラーは、いずれも先代からの継続設定となる「ホワイトオーキッド・パール（有料色）」、「スーパープラチナ・メタリック（有料色）」、「モダンスティール・メタリック」、「プレミアムディープロッソ・パール（有料色）」と、新設定の「コバルトブルー・パール」の5色が全タイプ共通色。「B」、「G」、「G・EX」には専用色として新開発色の「ミルクグラス・パール」と先代から継続設定となる「クリスタルブラック・パール」を加えた7色。「SPADA」、「SPADA・Cool Spirit」は新開発色「プレミアムスパイスパープル・パール（有料色）」と先代から継続設定となる「プレミアムスパークルブラック・パール（有料色）」を加えた7色を設定。
  - また、車名ロゴを、初代から4代目まで継続されていた「STEP WGn」から「STEP WGN」に変更された。
  - キャッチコピーは、標準タイプが「進め!家族。」で、スパーダが「大好きだから、カッコつけたい。」。
- 2015年6月 - 香港、マカオ、タイ、シンガポール、ブルネイ、インドネシアで発売が開始された。
- 2015年7月30日 - 車いす仕様車を追加発売[49]。
  - 3列目シートの床下格納機能「マジックシート」を車いす乗車時でも右側で使用可能としたほか、フローリングフロアをフラット形状にし、アルミスロープをリアゲート左側にオフセットしたほか、車いす全乗車位置に電動ウインチを標準装備した。ラインナップは2列目乗車タイプ・3列目乗車タイプ・2&3列目乗車タイプの3タイプを設定し、全タイプにFF車と4WD車を設定。また、2列目乗車タイプのFF車は「G」に加えて「SPADA」も設定した。なお、車いす仕様車のバックドアは「B」と同じテールゲート仕様となり、通常仕様に装備されているわくわくゲートは非装備となる。
- 2015年12月17日 - 特別仕様車「Advance Package α」・「Advance Package β」を設定[50]（「Advance Package α」は12月18日発売、「Advance Package β」は2016年1月14日発売）。
  - 「SPADA」、「SPADA・Cool Spirit」をベースに、共通で安全運転支援システム「Honda SENSING」とリア右側パワースライドドア（ベース車に標準装備のリア左側と合わせてリア両側パワースライドドアにグレードアップ）を特別装備したほか、「Advance Package α」はHondaインターナビ + リンクアップフリー + ETC車載器（ナビゲーション連動）とリアエンターテイメントシステムを、「Advance Package β」はナビ装着用スペシャルパッケージとETC車載器もそれぞれ特別装備した。
- 2016年5月12日 - 一部改良[51]（5月13日発売）。
  - 従来はメーカーオプション設定だった「Honda SENSING」及び1列目シートi-サイドエアバッグシステム+サイドカーテンエアバッグシステム、ナビ装着用スペシャルパッケージ＋ETC車載器を「G」系とスパーダに標準装備化。これに伴い「G」系と「SPADA」系はタイプ名称を「G・Honda SENSING」、「G・EX Honda SENSING」、「SPADA・Honda SENSING」、「SPADA・Cool Spirit Honda SENSING」に改称。なお、「Honda SENSING」非装備仕様[注 3]の設定も可能。その他、リア右側パワースライドドアを「G・EX Honda SENSING」と「SPADA」系に、LEDヘッドライトを「G・EX Honda SENSING」に、パドルシフトを「SPADA」に、スポーツペダル（アクセルペダル&ブレーキペダル）を「SPADA・Cool Spirit Honda SENSING」にそれぞれ標準装備した。
- 2016年9月1日 - コンプリートカー「Modulo X（モデューロ エックス）」の発売に先駆け、ホームページ上に情報を掲載[52]。
- 2016年10月20日 - コンプリートカー「Modulo X」を追加[53]（10月21日発売）。
  - バネレートと減衰力を変更し、全高をスパーダに比べて約15mm低くした専用サスペンションや17インチアルミホイールを採用。フロントに大開口グリルを採用し、エンジンアンダーカバーを小型化。また、フロントにはビームライトやLEDフォグライトを装備した。内装では「Modulo X」ロゴ入りの専用ブラックコンビシート（プライムスムース×ソフトウィーブ）をはじめ、ステアリングホイールとセレクトレバーにディンプルレザー（ステアリングホイールはピアノブラック調で、スムースレザーとの組み合わせ）を、インパネミドルパッドにピアノブラック調を採用した。装備面では、9インチプレミアムインターナビ（Gathers、専用オープニング画面・USBジャック(1ヶ所)）及びナビ連動タイプのドライブレコーダーとETC2.0車載器を装備した。ボディカラーは「ホワイトオーキッド・パール（有料色）」、「プレミアムスパークルブラック・パール（有料色）」、「プレミアムスパイスパープル・パール（有料色）」の3色を設定。なお、「Modulo X」は持ち込み登録となる。
- 2017年7月3日 - 同年9月下旬予定のマイナーチェンジに関する情報をホームページ上で先行公開[54]。
- 2017年9月28日 - マイナーチェンジ[55]（9月29日発売）。
  - ステップワゴンでは初となる「SPORT HYBRID i-MMD」を採用したハイブリッド車を新設定。JC08モード（2020年度燃費基準+50%達成）に加え、Honda車では初となるWLTCモード[注 4]の認可取得を行ったほか、「平成30年排出ガス基準75%低減レベル（☆☆☆☆☆）」認定も取得した。併せて、専用チューニングサスペンションを搭載し、最上位タイプにはパフォーマンスダンパーも採用した。ハイブリッド車のラインアップは、「SPADA HYBRID B・Honda SENSING」、「SPADA HYBRID G・Honda SENSING」、「SPADA HYBRID G・EX Honda SENSING」の3種類となる。アコード・オデッセイ用のハイブリッドシステムを組み込むためにフロント部を大型化させる必要があることから、「SPADA」系は外観が変更され、ヘッドライトをLED化し、フロントグリルのデザインやテールゲートスポイラーの形状が変更された。
  - 安全運転支援システム「Honda SENSING」の機能強化も行われ、歩行者事故低減ステアリング機能が新たに追加されるとともに、ハイブリッド車にはACC（アダプティブ・クルーズ・コントロール）に0km/hから作動する渋滞追従機能を搭載した。併せて、従来は非装備だった「B」にも「Honda SENSING」が標準装備されて「B・Honda SENSING」に改称するとともに、既に「Honda SENSING」を標準装備している「Modulo X」は「Modulo X Honda SENSING」に改称。これにより、「Honda SENSING」が全タイプ標準装備となった[注 5]。
  - ボディカラーの設定を変更。全タイプ共通色では「ホワイトオーキッド・パール（有料色）」に替わり、新開発色「プラチナホワイト・パール（有料色）」を設定したほか「コバルトブルー・パール」を廃止。「B」、「G」、「G・EX」は新設定の「ブルーホライゾン・メタリック」を追加し全7色を設定。「SPADA」系には新設定の「オブシダンブルー・パール」とハイブリッド車専用となる新開発色「フォレストグリーン・パール（有料色）」を追加し全8色を設定[注 6]した。
- 2017年11月7日 - 同年10月末時点で初代モデルからの国内累計販売台数が150万台を突破したことが発表された[56]。
- 2018年4月19日 - 「Modulo X」を一部改良[57]。
  - プレミアムインターナビを10インチに大画面化、ドライブレコーダーに駐車時録画機能を追加する改良が行われるとともに、従来の標準装備から「Modulo X Honda SENSING（10インチナビ）」として単独タイプ化。ナビ連動タイプのETC車載器も同時装着される「ナビ装着用スペシャルパッケージ」が新たに設定されたことで、「Modulo X Honda SENSING」は車両本体価格が約22万～24万円大幅値下げされた。
- 2018年12月20日 - 「Modulo X」をマイナーチェンジ[58]。同時に、特別仕様車「SPADA HYBRID G・EX Honda SENSING BLACK STYLE」、「SPADA・Cool Spirit Honda SENSING BLACK STYLE」を発売[59]。
  - 「Modulo X」は従来のガソリン車に加え、「SPADA HYBRID G・EX Honda SENSING」をベースにしたハイブリッド車「HYBRID Modulo X Honda SENSING」が新設定された。外観はフロントグリル、エアロバンパー、灯体のデザインが変更され、リアコーナーガーニッシュをボディカラーと同色化。内装はインパネミドルパッドにシルバーモールディングが追加され、ステアリングホイールとガソリン車に装着のセレクトレバーは本革巻に変更され、専用フロアカーペットマットが追加装備された。ボディカラーは「プレミアムスパイスパープル・パール（有料色）」に替わり、「オブシダンブルー・パール」を追加設定した。なお、ガソリン車の「Modulo X Honda SENSING」は2018年4月の一部改良時に設定されていた10インチナビ付タイプが廃止された。
  - 特別仕様車はハイブリッド車の「SPADA HYBRID G・EX Honda SENSING」、ガソリン車の「SPADA・Cool Spirit Honda SENSING」をベースに、専用フロントグリルとヘッドライトガーニッシュにブラックメッキ、フロントロアー・フォグライト・リアリフレクターのガーニッシュにピアノブラック調、電動格納式リモコンドアミラーにブラック塗装、アルミホイールにブラッククリア塗装をそれぞれ採用した。内装はパープルステッチの本革巻ステアリングホイールやブラック×パープル コンビシート（プライムスムース × ソフトウィーブ）を採用した（内装色で「ブラック × パープル」設定時のみ、「アイボリー × シルバー」設定時はベース車に準ずる）。ボディカラーは「プラチナホワイト・パール（有料色）」、「モダンスティール・メタリック」、「プレミアムスパークルブラック・パール（有料色）」、「オブシダンブルー・パール」の4色を設定。
- 2019年1月11日 - 東京オートサロン2019にて「ウェルコンセプト」がホンダアクセスより発表。
- 2020年1月9日 - 一部改良[60]。
  - ハイブリッド車を「e:HEV（イー エイチイーブイ）」の名称で展開することに伴い、「SPADA」と「Modulo X」のタイプ名を「e:HEV SPADA」と「e:HEV Modulo X」に変更するとともに、左右サイドフェンダーに装着されていた「HYBRID」エンブレムが省かれ、リア右下のエンブレムは「e:HEV」エンブレムに変更された。
  - 「SPADA（e:HEV SPADAを含む）」にはシート表皮に撥水撥油加工の「FABTECT（ファブテクト）」が採用されたほか、テールゲート（わくわくゲート非装着）への変更が可能となった（テールゲート（わくわくゲート非装着）への変更は福祉車両のサイドリフトアップシート車と助手席リフトアップシート車は不可となる。車いす移動車は前述のとおりテールゲート（わくわくゲート非装備）が標準設定となる）。その他、ナビ装着用スペシャルパッケージとセットで標準装備されているETC車載器がETC2.0車載器へ変更され、2018年12月に発売された特別仕様車「SPADA HYBRID G・EX Honda SENSING BLACK STYLE」と「SPADA・Cool Spirit Honda SENSING BLACK STYLE」に準じた装備内容をパッケージ化し、メーカーオプションの「ブラックスタイル」として「SPADA・Cool Spirit Honda SENSING」と「e:HEV SPADA G・EX Honda SENSING」に設定された。
  - タイプ体系が一部整理され、「B・Honda SENSING」と「SPADA HYBRID B・Honda SENSING」が廃止となった。ボディカラーの設定も変更され、「G・Honda SENSING」と「G・EX Honda SENSING」専用色の「ミルクグラス・パール」が廃止された。
  - なお、今回の一部改良でガソリン車がWLTCモードによる排出ガスと燃料消費率に対応し、e:HEV同様に「平成30年排出ガス基準75%低減レベル（☆☆☆☆☆）」認定を取得した。
- 2021年10月 - 生産終了。以降、在庫車のみの販売。
- 2022年5月 - 6代目と入れ替わる形で販売終了。
- 2024年6月3日 - RP2、RP4の型式指定申請時の騒音試験おいて、不適切な事案があったことが発表された[46][61]。

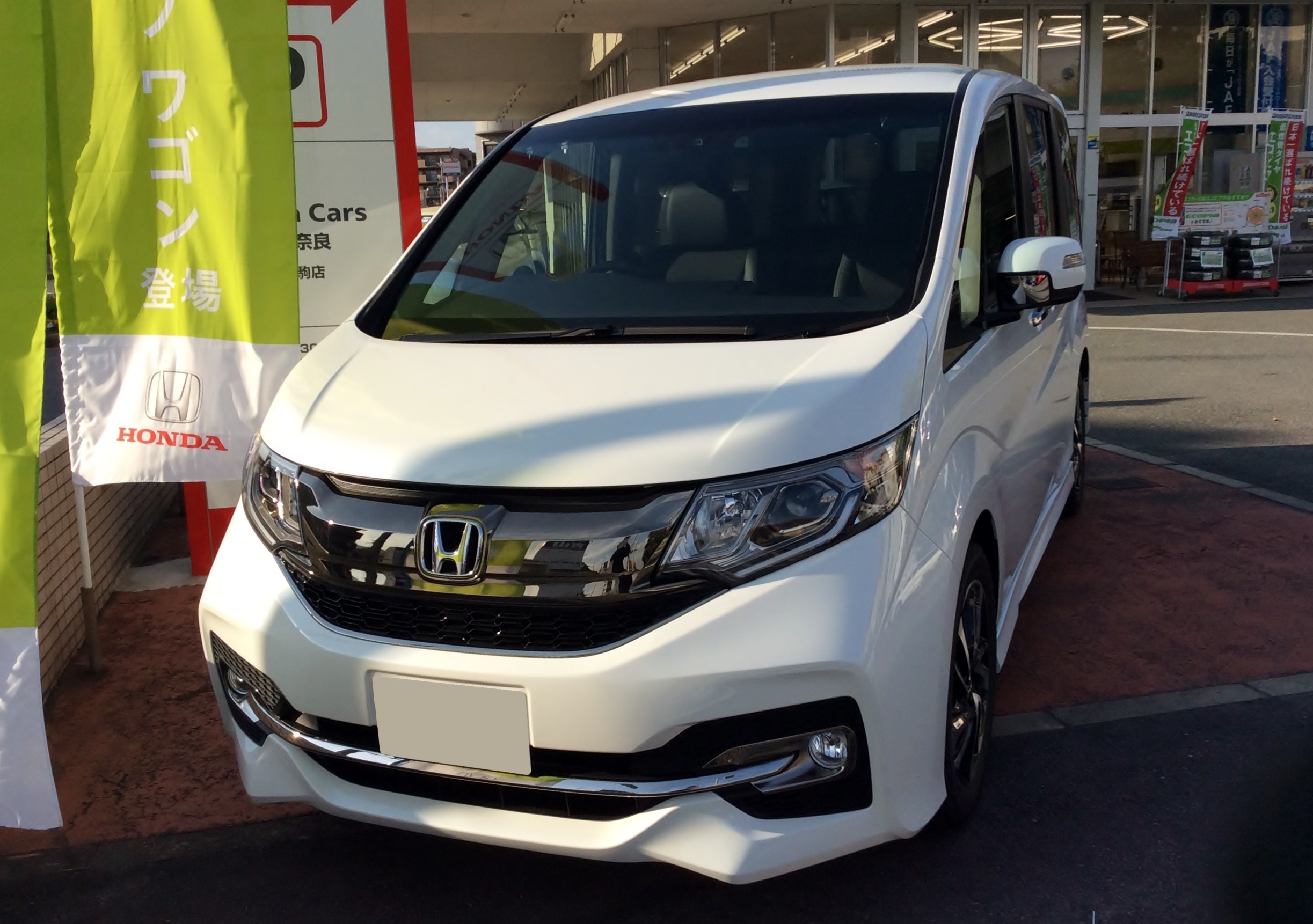
2015年4月初期型 SPADA・Cool spirit （2015年4月 - 2016年5月）
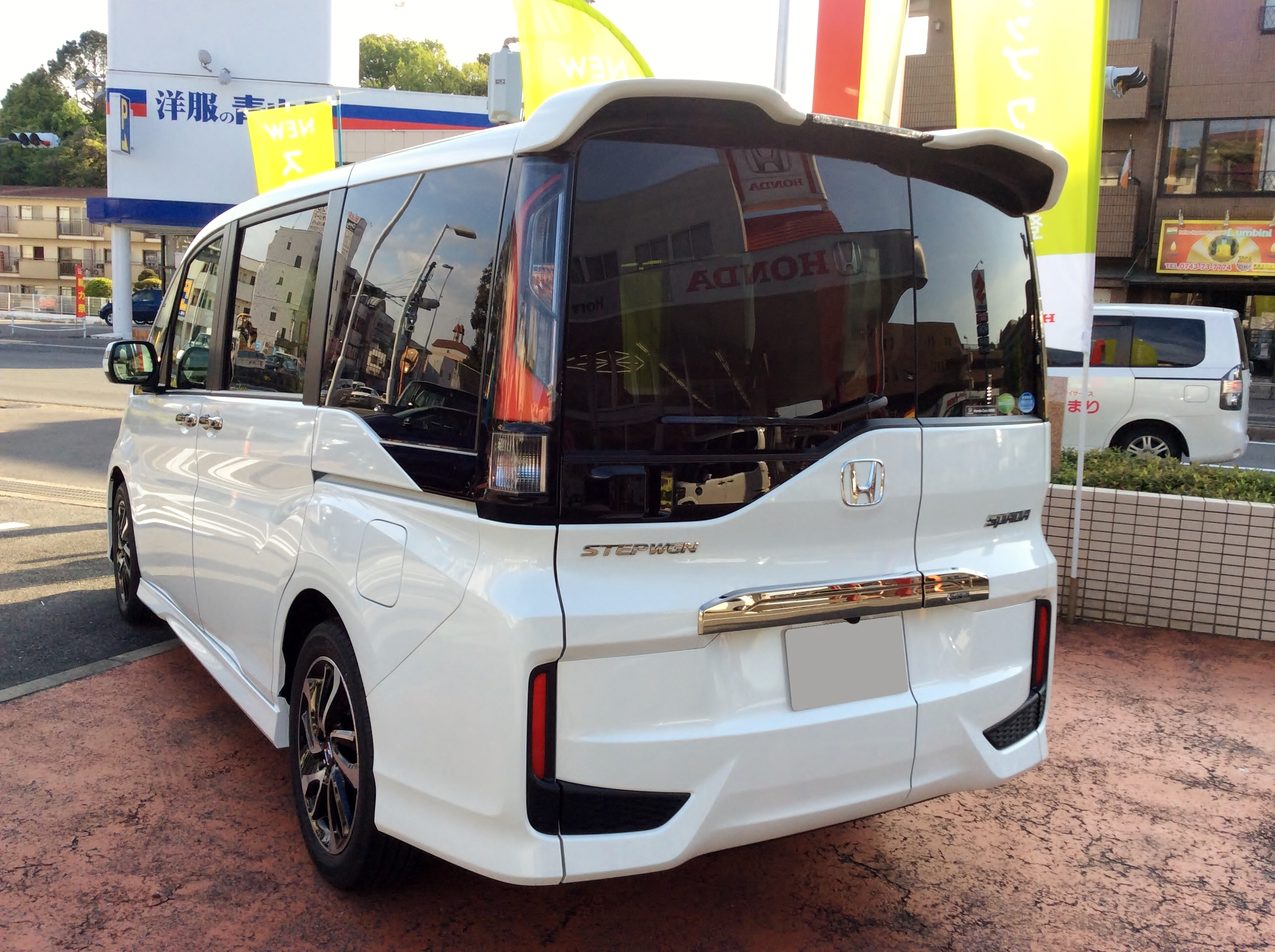
2015年4月初期型 SPADA・Cool spirit 後面
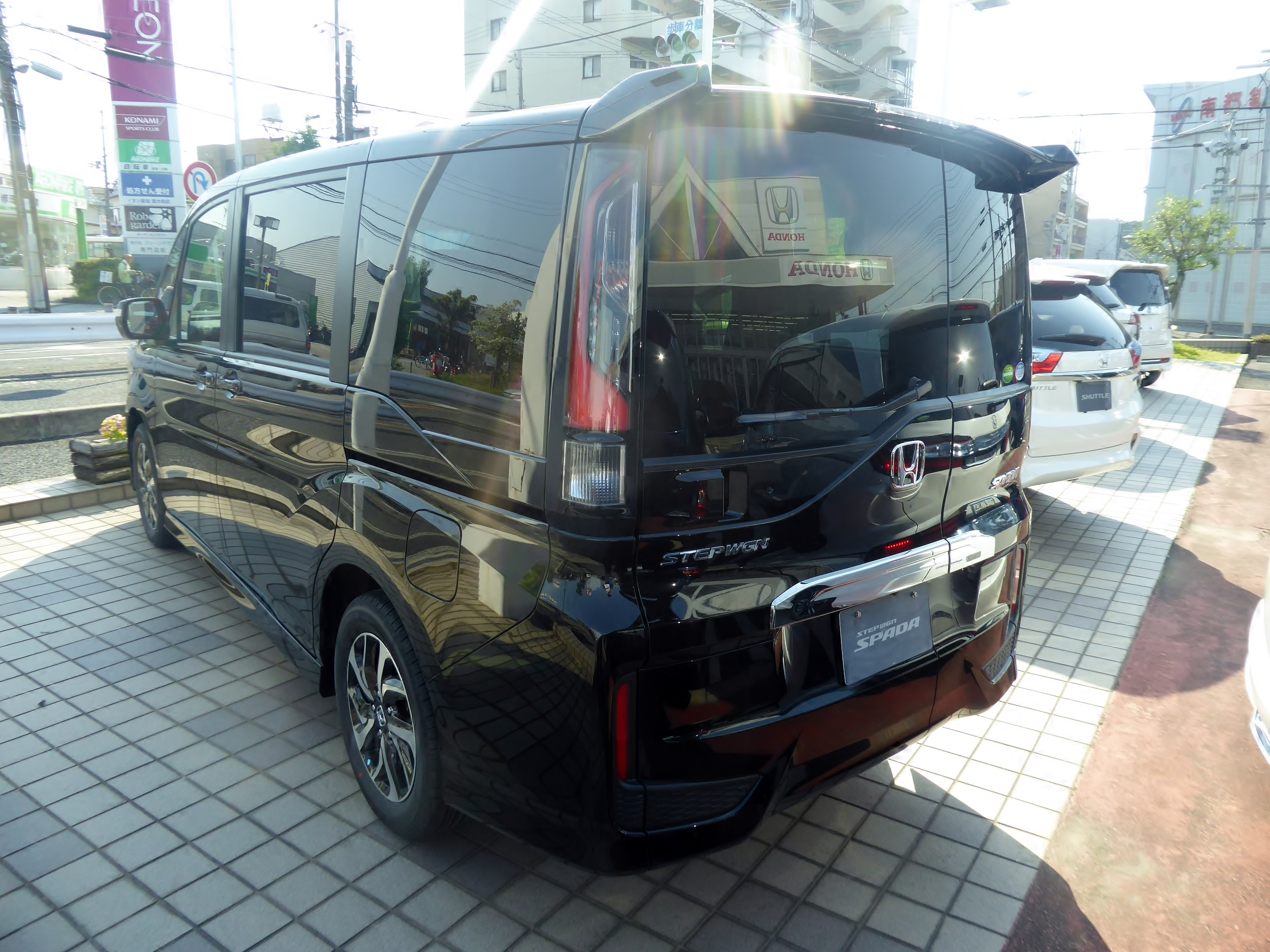
2017年9月改良型 SPADA Honda SENSING（2017年9月 - ） 後面
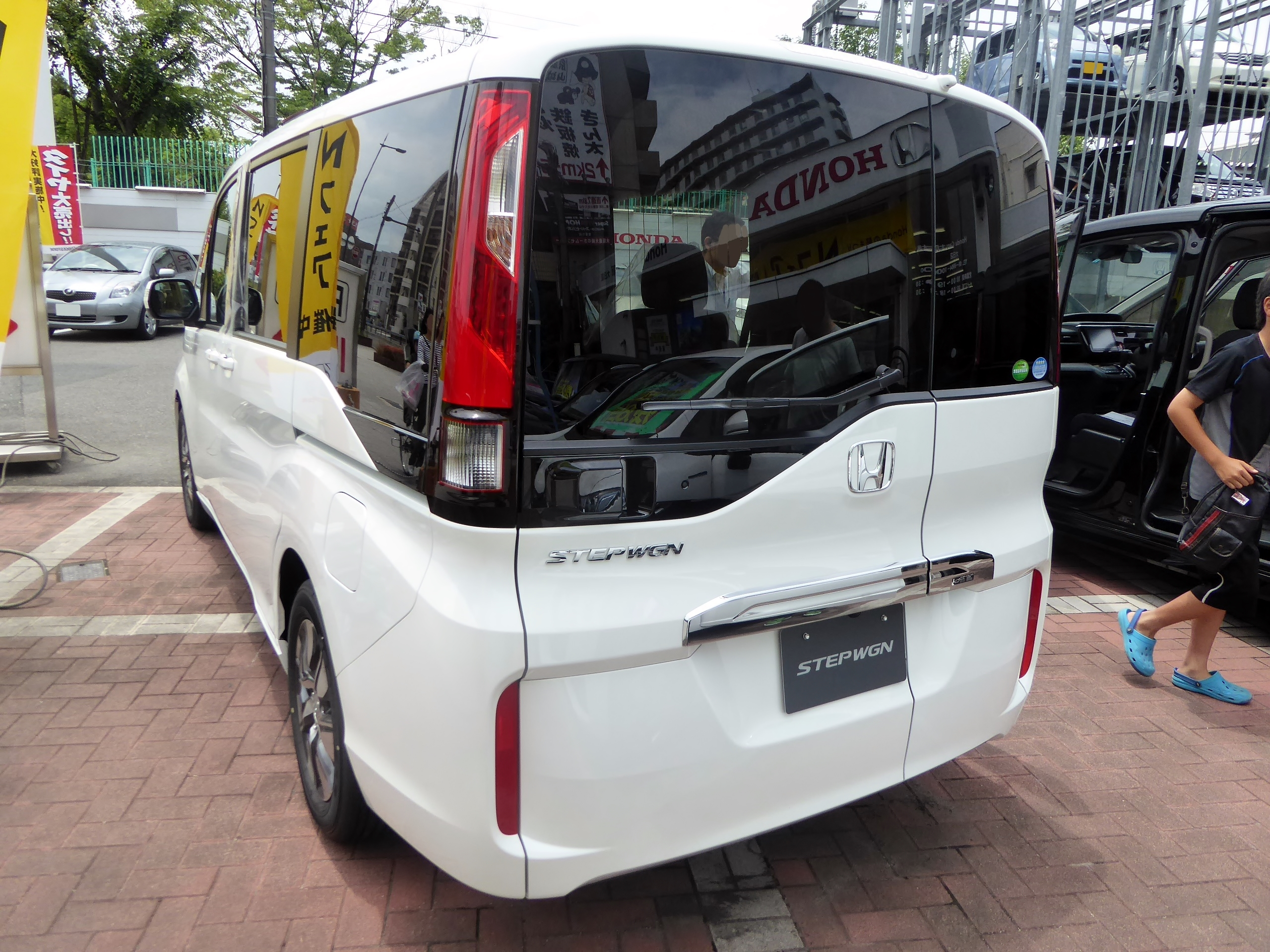
2015年4月初期型 G・EX 後面
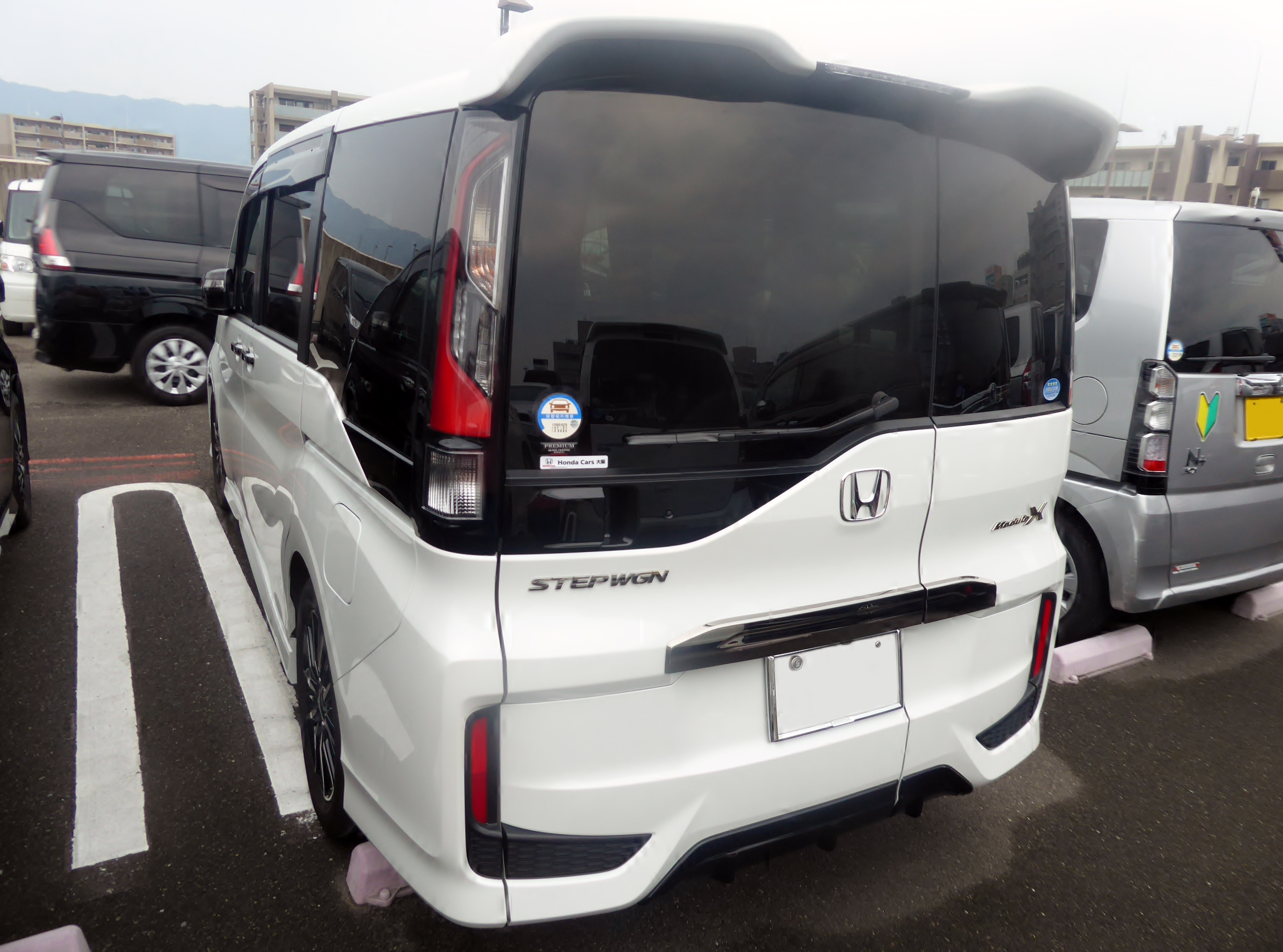
2015年4月初期型 Modulo X 後面
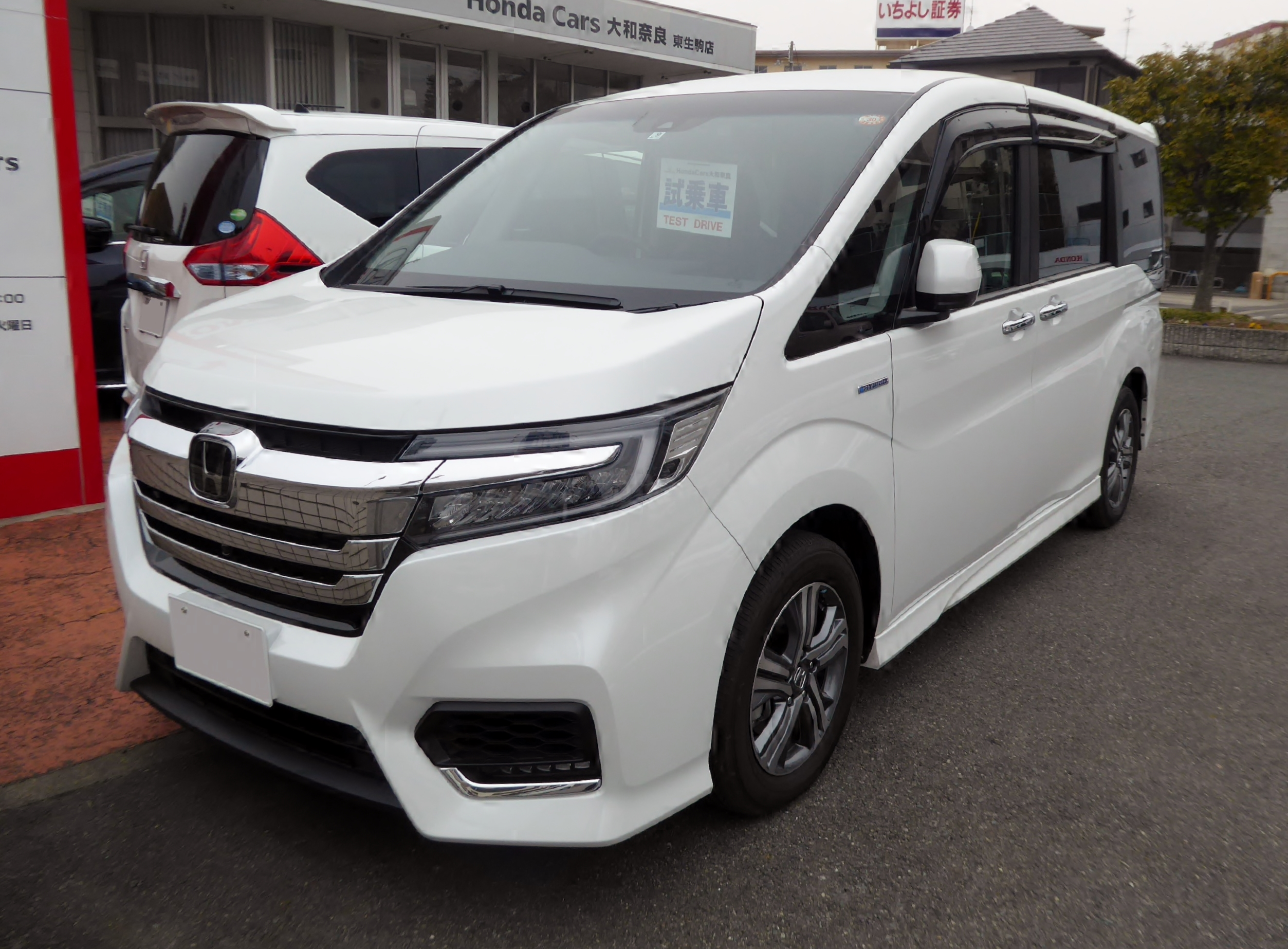
2017年9月改良型 SPADA HYBRID G・EX Honda SENSING
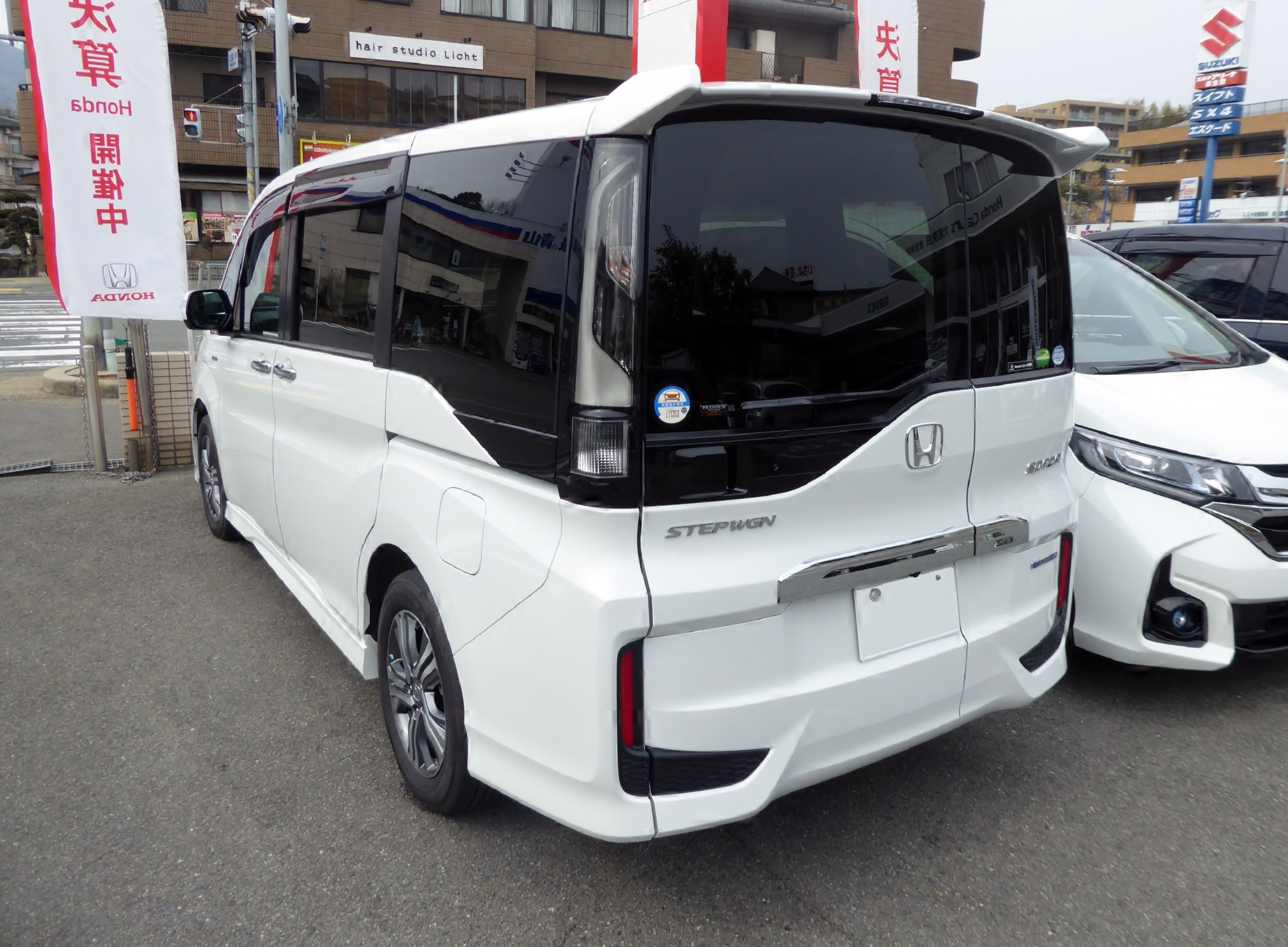
2017年9月改良型 SPADA HYBRID G・EX Honda SENSING 後面
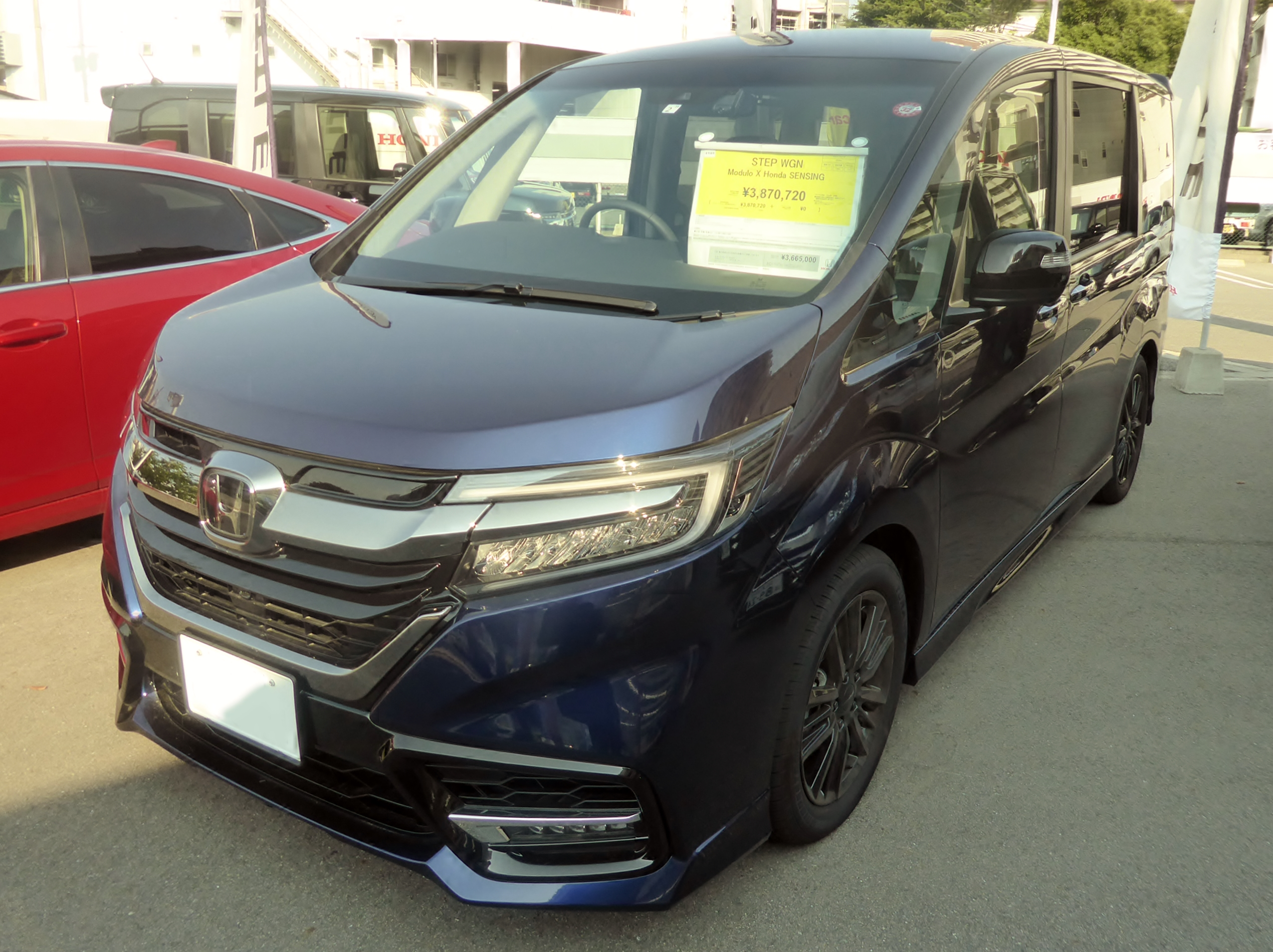
2017年9月改良型 Modulo X・Honda SENSING
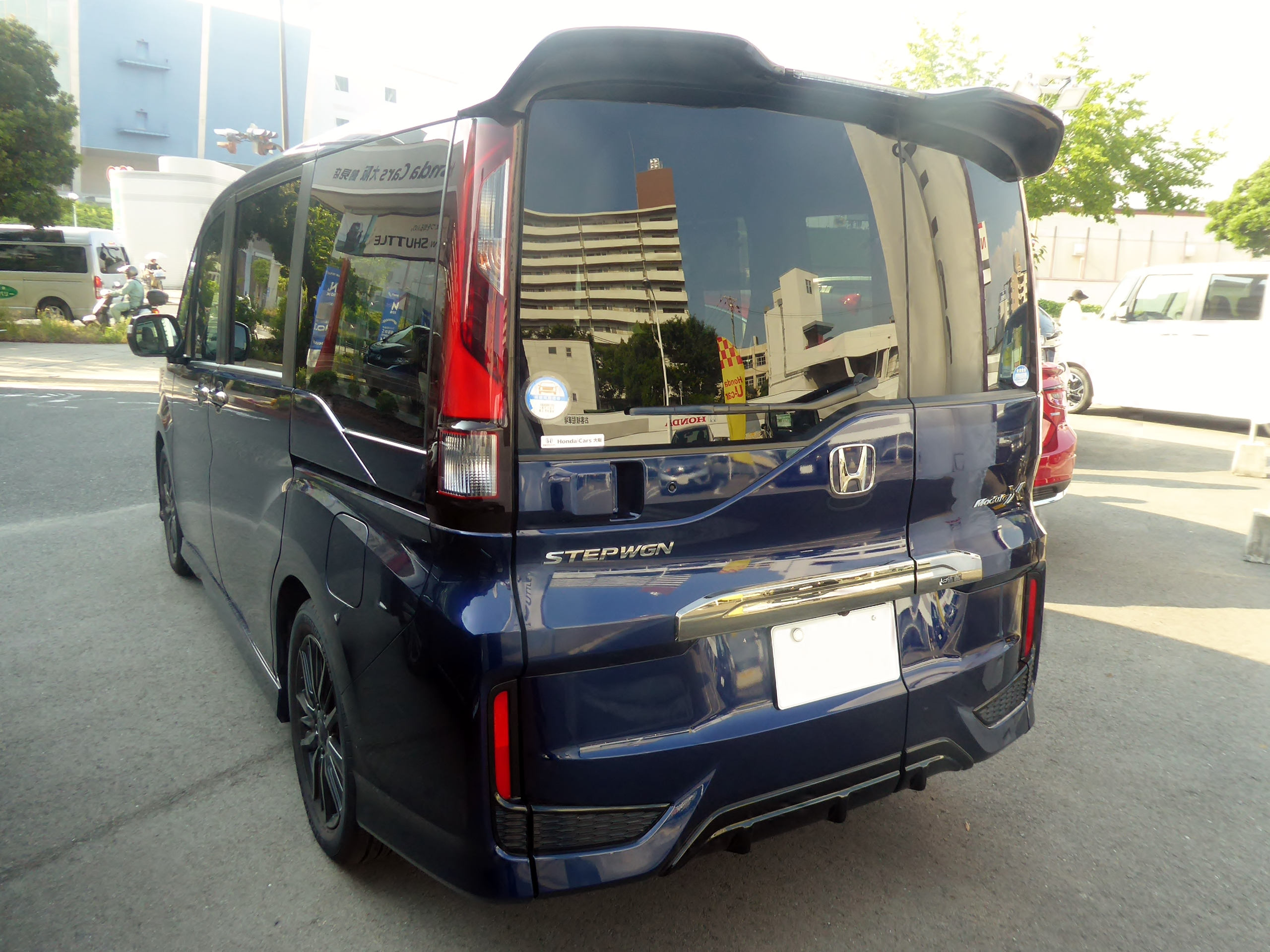
2017年9月改良型 Modulo X・Honda SENSING 後面
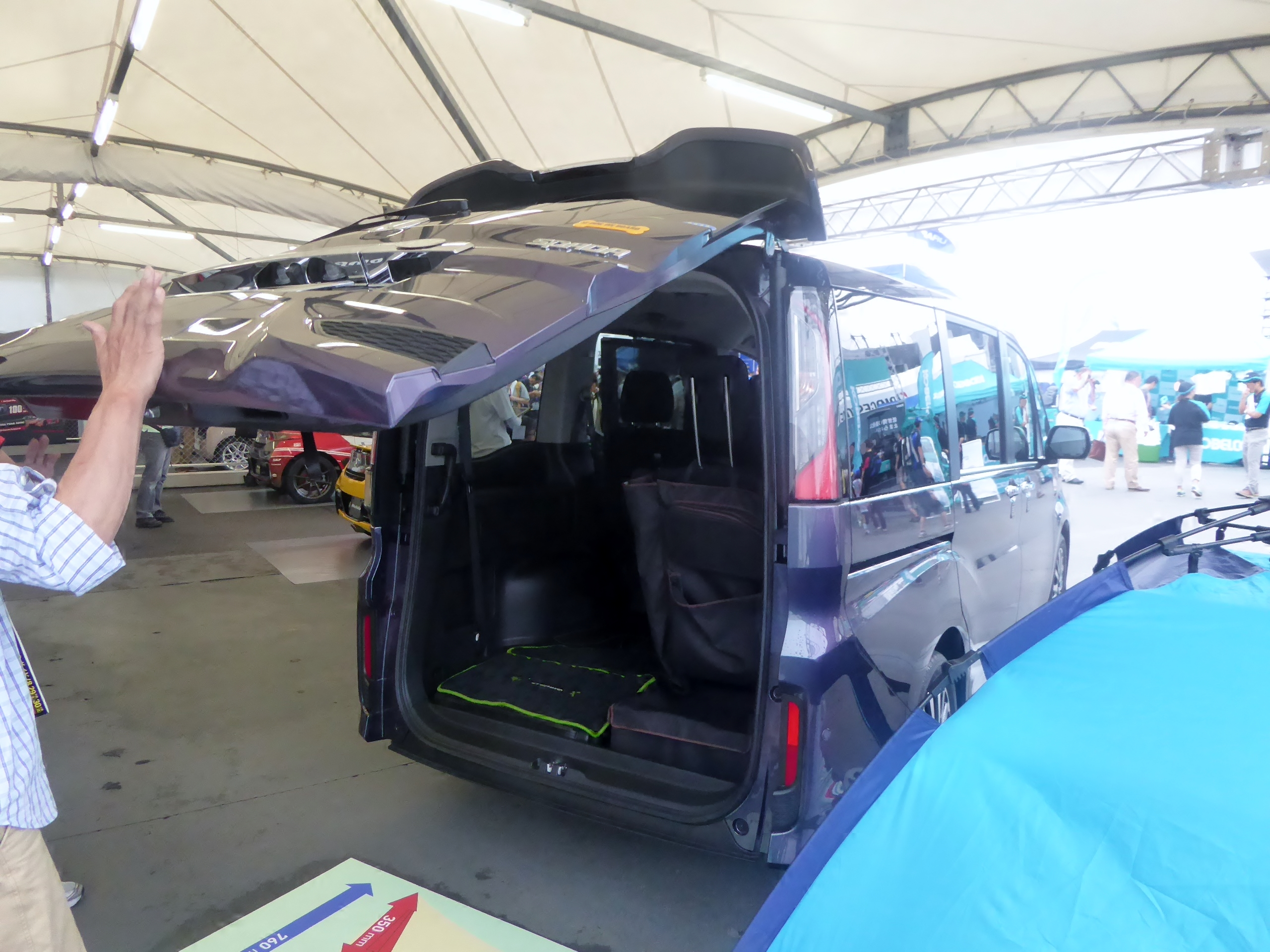
わくわくゲート 上開き
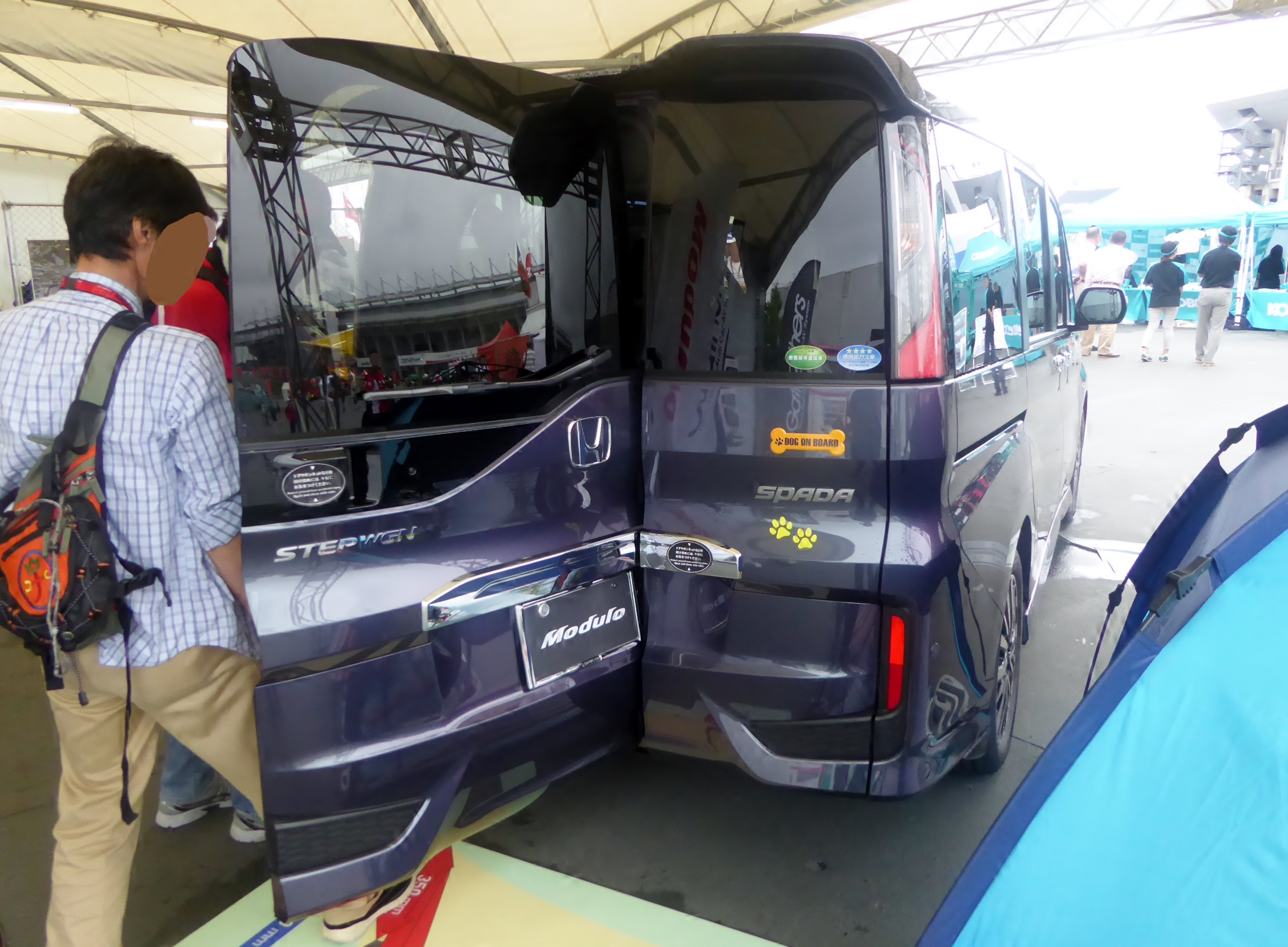
わくわくゲート 横開き
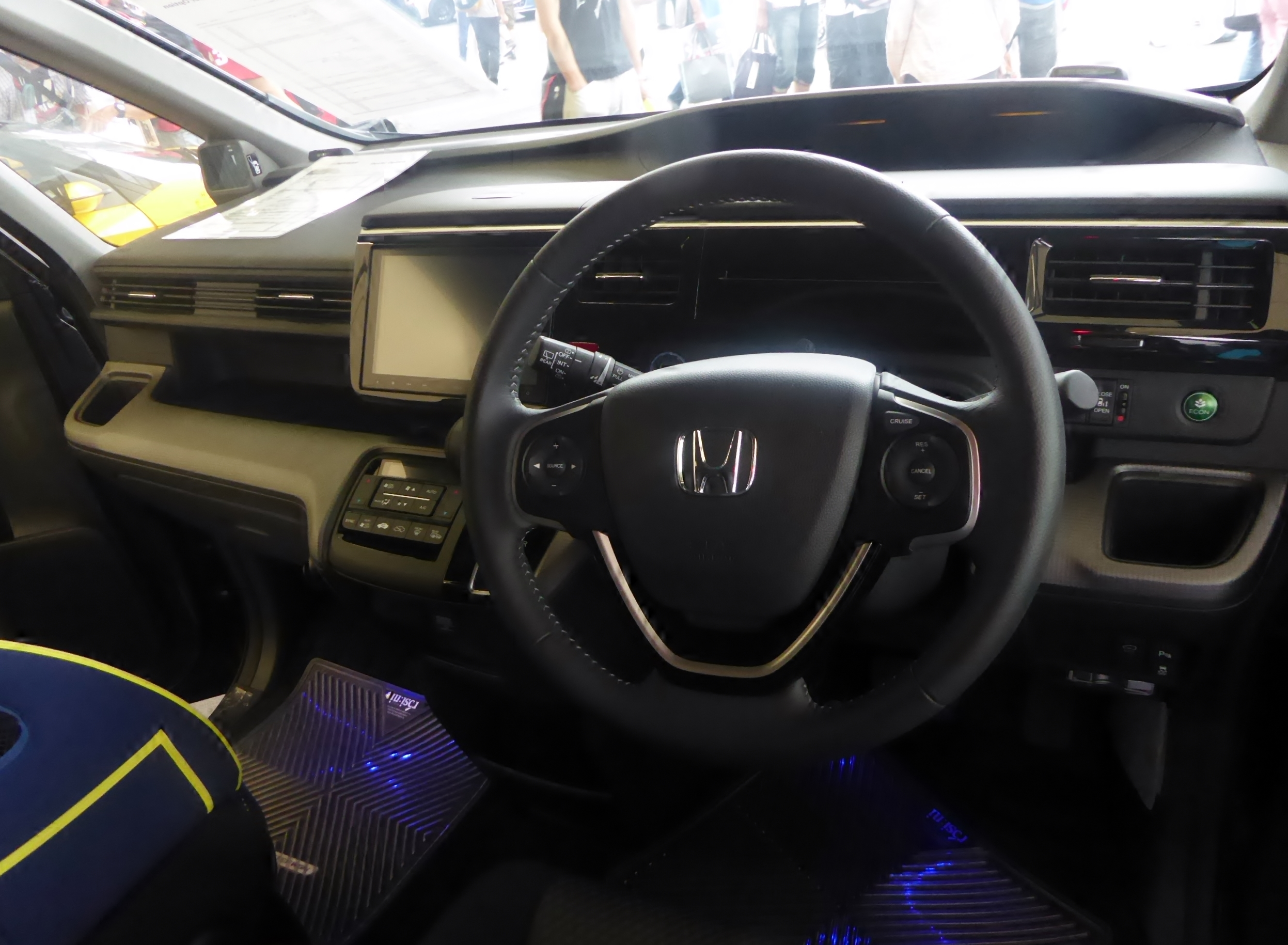
2015年4月初期型 SPADA 室内

## 6代目 RP6 / 7 / 8型（2022年 - ）
先代までは埼玉製作所狭山完成車工場で製造されていたが、2021年をもって完成車工場としての機能を終了したため（それに伴い工場名も「埼玉製作所狭山工場」に変更）、寄居町にある埼玉製作所完成車工場（旧：埼玉製作所寄居完成車工場）に移管している。

### 年表
- 2021年（令和3年）12月10日 - 翌年春の6代目へのフルモデルチェンジを発表するとともに、ウェブ上のティーザーサイトで先行情報を公開し、2022年1月7日にオンラインで行われるジャパンプレミアイベントでデザインを初公開することが発表された[62]。
- 2022年（令和4年）1月7日 - 前述したオンラインジャパンプレミアにて6代目モデルを初公開。5代目から踏襲されるスパーダに加え、標準車には「AIR（エアー）」のサブネームが付くこととなった[63]。
- 2022年（令和4年）1月14日 - 「東京オートサロン2022」で、カスタマイズモデル「e:HEV SPADA Concept」が公開・展示された[64]（2月11日には「第25回 大阪オートメッセ2022」にも展示された[65]）
- 2022年（令和4年）5月26日 - 6代目へのフルモデルチェンジを正式発表（カタロググレードは翌5月27日、福祉車両は7月14日に順次発売）[66]。キャッチフレーズは「よゆう じゆう for YOU」で、CMソングには初代・2代目のCMソングであった「オブ・ラ・ディ、オブ・ラ・ダ」をSuper OrganismのOronoがカバーしたバージョンが使用されている。
  - タイプ体系を整理し、ガソリンモデル・e:HEVモデル共通で、従来の標準車を新たなタイプ名称である「AIR」とし、5代目から踏襲する「SPADA」には上級仕様の「SPADA PREMIUM LINE」が設定された（e:HEVモデルは「e:HEV AIR」、「e:HEV SPADA」、「e:HEV SPADA PREMIUM LINE」となる）。
  - 外観は基本意匠を共通としつつ、「SPADA」はフロントグリルやバンパー（フロント・リア）が専用品となり、ガーニッシュ類やヘッドライトエクステンションにダーククロームメッキ加飾が施され、16インチアルミホイールがベルリナブラック+ダーク切削クリア仕様となる。「SPADA PREMIUM LINE」ではクロームメッキ加飾をプラチナ調に変え、アルミホイールはFF車のみ17インチの専用デザインが採用される[67]。
  - 5代目から全長と全幅が拡大され、歴代モデル初となる全グレード3ナンバー仕様となった。ロングホイールベースに加え、トレッドを前後共に拡大することで大型ボディでありながら直進や旋回時の安定性を高めたほか、静粛性を高めるため、遮音材や吸音材をリアを中心に追加し、フロアを高剛性化した。初代や2代目のようなボックスシェイプに回帰し、リアコンビネーションランプも初代・2代目と同様な縦基調に変更。テールゲートは5代目の特徴であった「わくわくゲート」が廃止され、一般的な跳ね上げ式となったが、「SPADA」は開く角度を任意に設定可能なメモリー機能を備えたパワーテールゲート（カラードスポイラー付）となる。
  - 2列目のシートは乗員人数によって異なり、7人乗り仕様は両側にアームレストを備えた独立型のキャプテンシート、8人乗り仕様は6:4分割のベンチシート（センターアームレスト付）となる（「SPADA PREMIUM LINE」は7人乗り仕様のみの設定）。特にキャプテンシートはロングスライドも可能な前後方向だけでなく左右方向にもスライド可能な新機構となった。3列目シートはクッションに厚みを持たせ、背もたれを伸長し、着座位置を高めに設定。視界に開放感を持たせるため、前方のシートやヘッドレストの形状も変更された。メーターは10.2インチのデジタルグラフィックとなり、大径の2眼表示とバー表示の切り替えが可能なだけでなく、ブレーキランプやターンランプの点灯などの自車状況、自車の走行レーンや検知した周辺車両など、走行中に必要な情報も表示されるようになっている。
  - 両側パワースライドドアは全車に標準装備されており、ハンドル操作に加えて指先で軽く触れるだけでも開閉可能な世界初の静電タッチセンサー式となった。また、大気中の微小粒子物質を検知し、空調制御とフィルターにより空気を浄化する空調システム「Clean Air（クリーン エア）」も全タイプに標準装備される。
  - e:HEVモデルのパワートレインは5代目から踏襲されるが、新たにエレクトリックギアセレクターが装備され、急な下り坂にはセレクターを「B」にすることでアクセルオフ時の減速感（回生ブレーキ）が強くなり、フットブレーキ操作を軽減する。ガソリンモデルは5代目同様に1.5 LのVTEC TURBOが採用されているが、エキゾーストポートやタービンなどの改良によりターボチャージャーの応答性を向上させたL15C型に変更された。
  - 車載通信モジュール「Honda CONNECT（ホンダ コネクト）」に対応し、コネクテッドサービス「Honda Total Care プレミアム」の利用が可能となる（最短1か月間から利用期間を選択可能なサブスクリプションサービスで、申込が必要）。
  - 「Honda SENSING」は最新のものが装備され、アダプティブクルーズコントロールは全タイプ渋滞追従機能付となり、後方誤発進抑制機能、近距離衝突軽減ブレーキ、オートハイビーム、トラフィックジャムアシスト（渋滞運転支援機能）を追加。さらに、「SPADA PREMIUM LINE」にはアダプティブドライビングビームも追加された。併せて、フロントグリル・左右ドラミラー・テールゲートの4ヶ所に設置された魚眼CMOSカメラで車両の全周囲を撮影し、合成した映像をディスプレイに表示することで死角を見える化して駐車をサポートするマルチビューカメラシステム、リアバンパーに内蔵されたレーダーで車両の後側方25 m以内に接近する車両を検知し、その方向のドアミラー鏡面上にマークが点灯し、その状態でターンシグナルレバーを操作したときに、マークの点滅とブザーで注意喚起するブラインドスポットインフォメーションが採用された。
  - ボディカラーは5代目からプラチナホワイト・パール（有料色）とクリスタルブラック・パールを引き継ぎ、「AIR」・「SPADA」共通色となるスーパープラチナグレー・メタリック（有料色）、「AIR」専用色のフィヨルドミスト・パール（有料色）、シーグラスブルー・パール、「SPADA」専用色のトワイライトミストブラック・パール（有料色）、ミッドナイトブルービーム・メタリック（有料色）の5色の新色を加えた全7色とした。
  - 福祉車両は5代目同様にガソリンモデルのみの設定となるが、パワーテールゲート（メモリー機能付）を新たに標準装備。ラインナップを「SPADA」のみに集約するとともに、5代目から踏襲されるサイドリフトアップシート車に加え、フローリングフロアや電動ウインチを標準装備した車いす仕様車が新たに設定された。車いす仕様車は2列目乗車タイプ、3列目乗車タイプ、2 - 3列目乗車タイプの3種類が設定され、特に2列目乗車タイプでは車いす固定点の増設によりリクライニング・ティルト式の車いすも固定可能となる。また、外観の専用加飾が通常の「SPADA」よりもグレードアップされ、「SPADA PREMIUM LINE」と同じプラチナ調クロームメッキ加飾となる。
  - また、ナンバープレートの装着位置が3代目以来のテールゲート中央に変更された。
- 2022年（令和4年）6月27日 - 発売後1ヶ月の受注状況が月間販売計画（5,000台/月）の5倍以上となる27,000台越え（事前先行予約台数含む）となったことが発表された[68]。
- 2023年（令和5年）3月31日 - 原材料価格や物流費などの世界的な高騰に伴い、4月21日発売分からN-BOX、フリードと共にメーカー希望小売価格の改定を実施し、「SPADA PREMIUM LINE」は現行価格より66,000円、「AIR」・「SPADA」は現行価格より55,000円（いずれも10%の消費税込、「SPADA」に設定の福祉車両は消費税非課税のため50,000円）それぞれ値上げされる[69]。
- 2024年（令和6年）6月3日 - 2023年3月発表時と同様の理由で7月4日よりN-WGN、N-ONE、ZR-Vと共に価格改定を行うことを発表。「SPADA」・「SPADA PREMIUM LINE」は現行価格より15.4万円、「AIR」は現行価格より11.55万円（いずれも10%の消費税込み）、「SPADA」の福祉車両は全タイプ一律でFF車が現行価格より12.5万円、4WD車が現行価格より10.5万円（いずれも消費税非課税）それぞれ値上げされる[70]。
- 2025年（令和7年）5月15日 - 新タイプ「AIR EX」と「e:HEV SPADA PREMIUM LINE BLACK EDITION」の追加を発表（5月16日発売）[71]。
  - 「AIR EX」は既存の「AIR」に対し、本革巻ステアリングホイール、運転席&助手席シートヒーター、2列目オットマン（キャプテンシート）、全席USBチャージャー、トリプルゾーンコントロール・フルオートエアコンディショナー、パワーテールゲート（メモリー機能付）、ブラインドスポットインフォメーションを追加。e:HEVモデルは「e:HEV AIR」と入れ替わる形で「e:HEV AIR EX」が設定される。
  - 「e:HEV SPADA PREMIUM LINE BLACK EDITION」は既存の「e:HEV SPADA PREMIUM LINE」をベースにガーニッシュ類の一部にブラッククロームメッキ加飾を採用。17インチアルミホイールはベルリナブラック塗装が施され、ホイールナットをブラックに変更。ドアミラーカバーをクリスタルブラック・パールに、ステアリングロアーガーニッシュをピアノブラックにそれぞれ変更し、「BLACK EDITION」の専用エンブレムが装着される。なお、ボディカラーでグレー系色を選択した場合はアウタードアハンドルもクリスタルブラック・パールに変更される。
  - 新タイプの追加に合わせて既存タイプも一部仕様変更され、「Honda SENSING」は後退出庫サポート（マルチビューカメラシステム装着車のみ）と急アクセル抑制機能（工場出荷時は機能オフに設定されているため、オンにするには販売店の専用機器によるセッティングが必要。ディーラーオプション扱いでセットアップ費用がかかる）を追加。パワーテールゲートとパワースライドドアにリモート操作が追加され、「AIR」のFF車を除く全タイプにはパワーテールゲートのメモリー機能も追加され、より低い位置での開度設定が可能となった。外装塗装に艶感や耐久性が向上されたクリア素材が採用された。
  - ボディカラーの設定も変更され、スーパープラチナグレー・パール（有料色）、シーグラスブルー・パール（「AIR」専用）、ミッドナイトブルービーム・メタリック（「SPADA」系タイプ専用・有料色）をステップワゴンでは初設定となるメテオロイドグレー・メタリック（有料色）、シーベッドブルー・パール（「AIR」系タイプ専用・有料色）、プレミアムクリスタルガーネット・メタリック（「SPADA」系タイプ専用・有料色）にそれぞれ入れ替え、「e:HEV SPADA PREMIUM LINE BLACK EDITION」専用色としてソニックグレー・パール（有料色）も追加された。

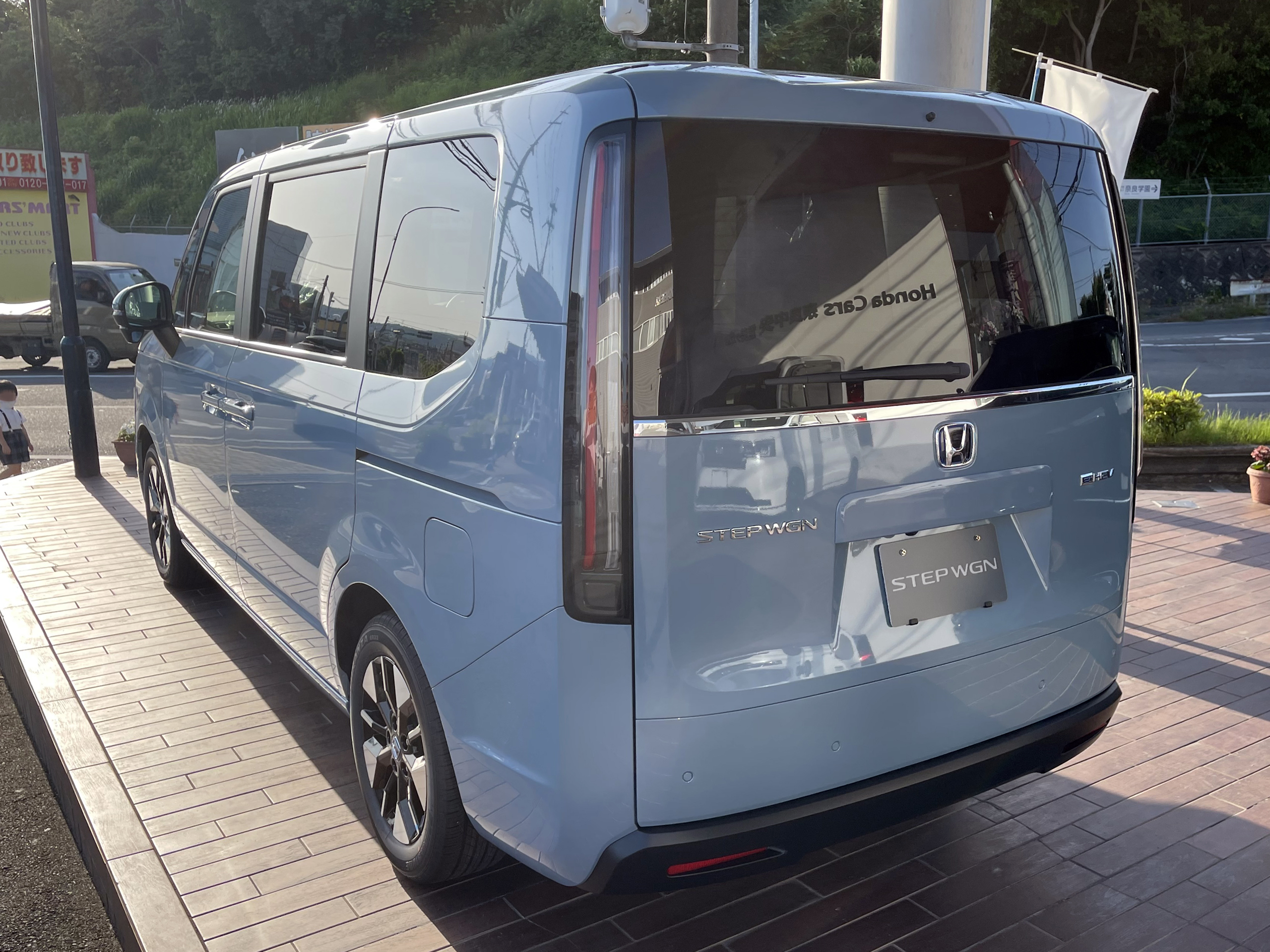
e:HEV AIR リア
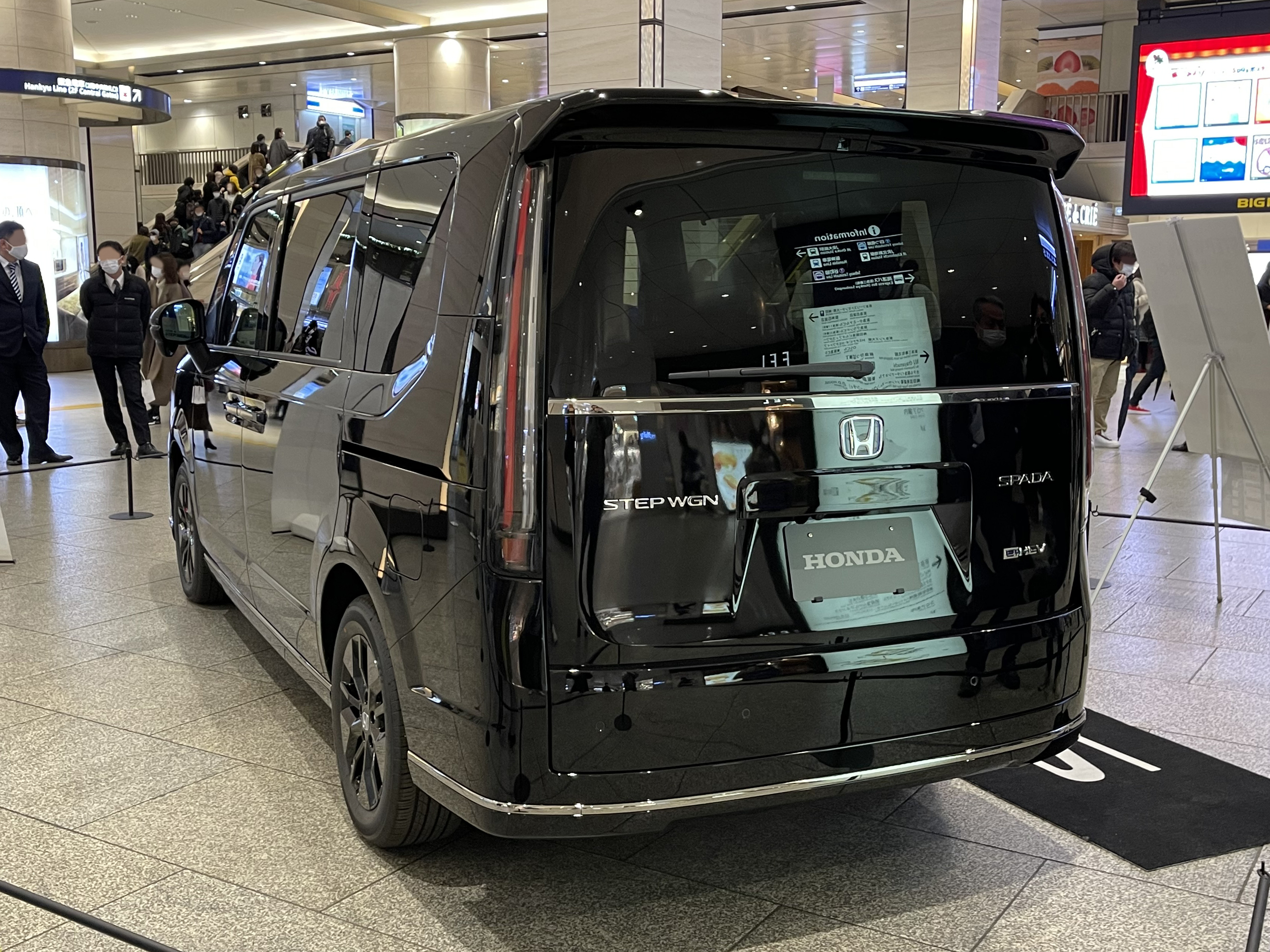
e:HEV SPADA リア
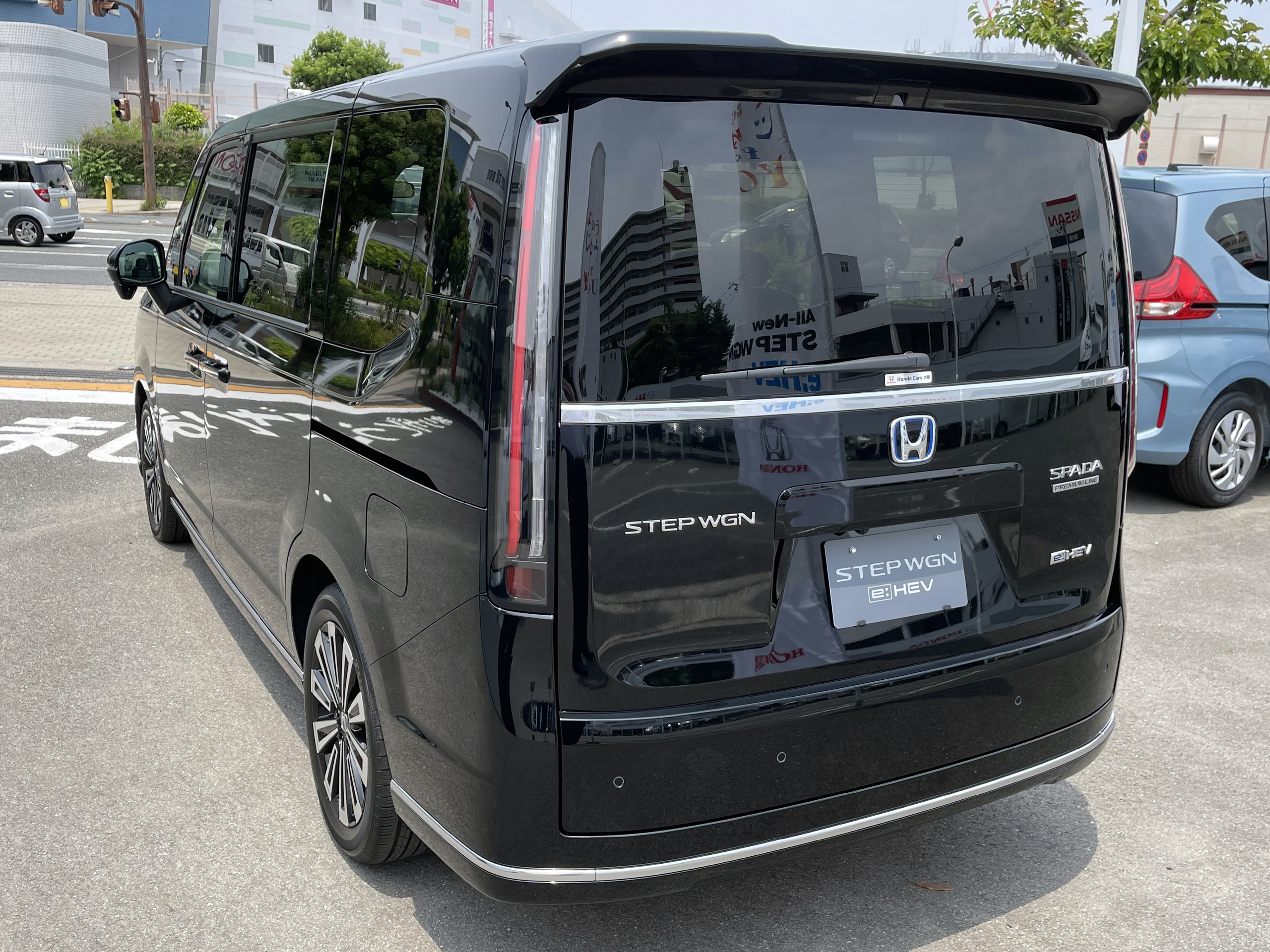
e:HEV SPADA PREMIUM LINE リア
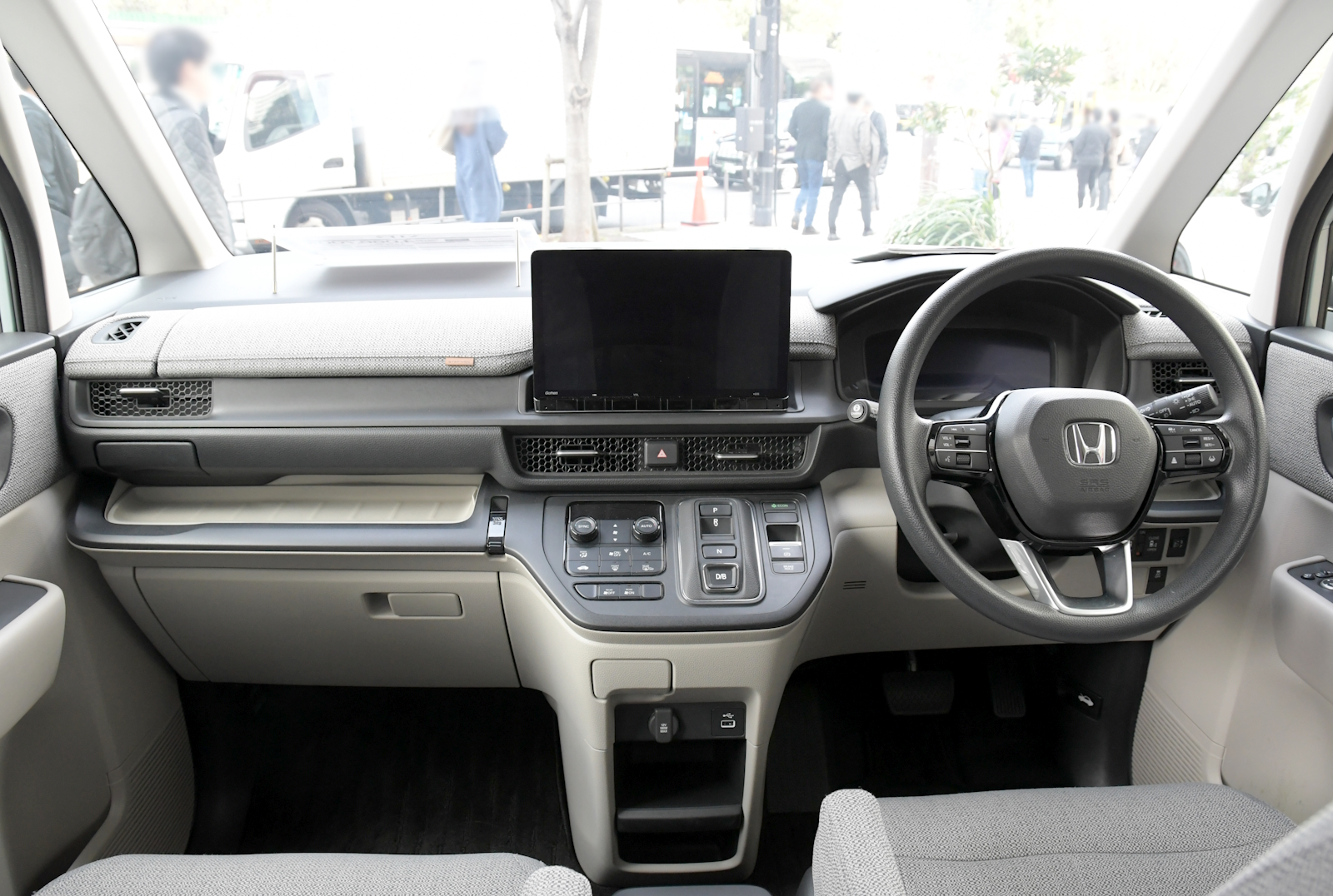
e:HEV AIR 車内

## 車名の由来
- STEP WGN：いろいろなシーンでステップアップできたらという願いを込めたもの。「WGN」は、ワゴンの略称をロゴタイプにしたもので、後に登場したN-WGN（エヌ ワゴン）はこの商標を流用したもの。
- SPADA：イタリア語で剣を意味する。元は1988年に発売された同社のオートバイ VT250 SPADA に使用されていた呼称が、2・3代目の後期型及び4代目以降のタイプ名として転用されたもの。